# Серпухов
Се́рпухов — город в России, административный центр городского округа Серпухов в составе Московской области. Население — 133 756 человек (2024). Серпухов является центром Серпуховской городской агломерации с населением свыше 280 тысяч жителей.
В XIV и начале XV века Серпухов вместе с Боровском был одним из двух центральных городов удельного княжества Боровско-Серпуховского. Выделен в самостоятельную административно-хозяйственную единицу с непосредственным подчинением исполкому облсовета 14 сентября 1939 года. Ныне — город областного подчинения, входит в муниципальное образование городской округ Серпухов.
Постановлением Московской областной Думы от 28 апреля 2016 года городу присвоено почётное звание «Населённый пункт воинской доблести».
19 июня 2024 года городскому округу Серпухов присвоен статус наукограда.

## Физико-географическая характеристика

### Географическое положение

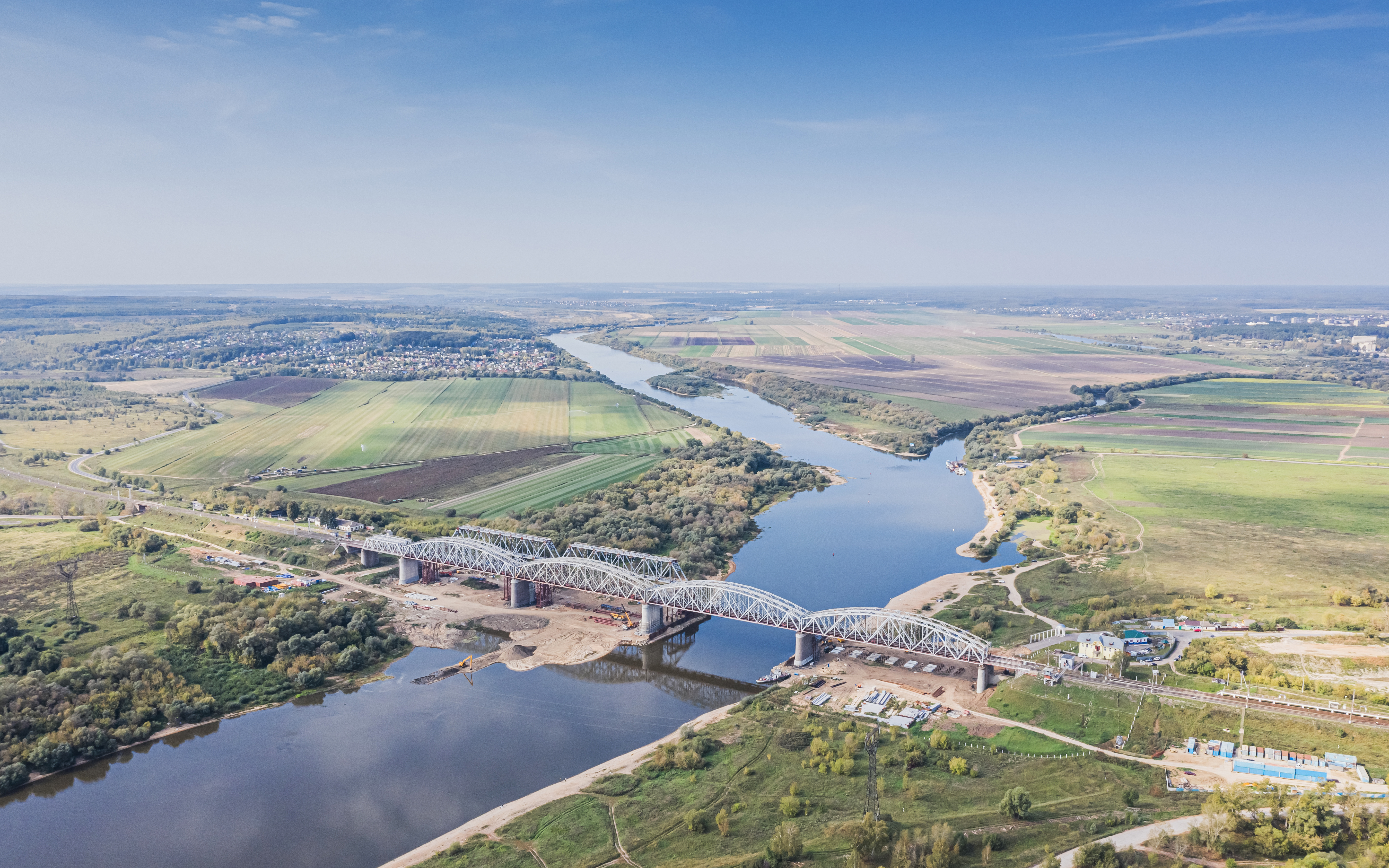
Река Ока около Серпухова

Серпухов расположен в южной части Московской области на реке Наре, у её впадения в Оку, в 99 км от центра Москвы и 73 км от МКАД. Приблизительно на одинаковом расстоянии (около 80 км) от Серпухова расположены два областных центра: Тула и Калуга. Город и прилегающий к нему район находится на границе трёх физико-географических провинций. Север района, расположенный на левом берегу Оки, относится к Москворецко-Окской равнине, которая на северо-западе переходит в склоны Смоленско-Московской возвышенности, на северо-востоке — в Подмосковную Мещёру, а на юге ограничена долиной Оки. Западная часть района, включающая бассейн Нары, где находится Серпухов, относится к Смоленской провинции. Южная часть, занимающая северные склоны Среднерусской возвышенности, — к Заокской провинции. Живописное расположение города отмечал в XVIII веке А. Болотов:
Весь он, будучи построен по изгибистому и неровному косогору, представлял некоторый род красивого амфитеатра, и белеющееся в разных местах остроконечные верхи колоколен с блестящими их златыми крестами придавали ему отменную красу.

### Климат
Согласно климатическому районированию России, Серпухов находится в атлантико-континентальной европейской (лесной) области умеренного климатического пояса. Условия определяются влиянием переноса воздушных масс западных и юго-западных циклонов, выноса арктического воздуха с севера и трансформацией воздушных масс разного происхождения. Следствием воздействия воздушных масс с Атлантического океана является вероятность зимних оттепелей и сырых прохладных периодов в летнее время. Влияние арктических холодных масс сказывается в виде сильных похолоданий в зимние месяцы и в виде «возврата холодов» в весенне-летний период, при которых происходит понижение температуры вплоть до заморозков на почве.
Температура воздуха
Среднегодовая температура воздуха + 6,0 °C. Самый холодный месяц года — январь: среднее значение температуры −6,6° С. Самый тёплый месяц — июль со средней температурой +19,2° С. Абсолютный максимум температуры зафиксирован 6 августа 2010 года: +39,4° С. Дни с заморозками регистрируются даже летом, за исключением июля и августа. Средняя продолжительность тёплого периода — со среднесуточной температурой выше 0 ° С 216 дней в году. Длительность вегетационного периода растений 180 дней.
Всемирная метеорологическая организация приняла решение о необходимости расчёта двух климатических норм: климатологической стандартной и опорной. Климатологическая стандартная норма обновляется каждые десять лет, опорная норма охватывает период с 1961 г. по 1990 г..
| Показатель                            | Янв. | Фев. | Март | Апр. | Май  | Июнь | Июль | Авг. | Сен. | Окт. | Нояб. | Дек. | Год |
| ------------------------------------- | ---- | ---- | ---- | ---- | ---- | ---- | ---- | ---- | ---- | ---- | ----- | ---- | --- |
| Средняя температура, °C               | −6,6 | −6,5 | −1,2 | 6,7  | 13,5 | 17,0 | 19,2 | 17,4 | 11,8 | 5,7  | −0,5  | −4,7 | 6,0 |
| Норма осадков, мм                     | 39   | 34   | 31   | 35   | 53   | 66   | 78   | 65   | 59   | 58   | 41    | 41   | 600 |
| Источник: ФГБУ «Гидрометцентр России» |      |      |      |      |      |      |      |      |      |      |       |      |     |

| Показатель                    | Янв.  | Фев.  | Март | Апр. | Май  | Июнь | Июль | Авг. | Сен. | Окт. | Нояб. | Дек. | Год |
| ----------------------------- | ----- | ----- | ---- | ---- | ---- | ---- | ---- | ---- | ---- | ---- | ----- | ---- | --- |
| Средний суточный максимум, °C | −5,4  | −4,4  | 1,3  | 10,8 | 18,6 | 22,1 | 24,1 | 22,3 | 16,1 | 8,7  | 1,1   | −3   | 9,4 |
| Средняя температура, °C       | −8,6  | −8,3  | −2,8 | 5,8  | 12,8 | 16,5 | 18,5 | 16,6 | 11,0 | 5,1  | −1,3  | −5,7 | 5   |
| Средний суточный минимум, °C  | −12,1 | −12,3 | −6,7 | 1,2  | 6,9  | 10,8 | 13   | 11,4 | 6,7  | 1,9  | −3,8  | −8,6 | 0,7 |
| Норма осадков, мм             | 35    | 30    | 28   | 33   | 45   | 72   | 80   | 65   | 60   | 52   | 43    | 41   | 584 |
| Источник: climate-data.org    |       |       |      |      |      |      |      |      |      |      |       |      |     |

Роза ветров
В течение года преобладают ветры юго-западной четверти — южные, юго-западные и западные, повторяемость которых составляет соответственно 15 %, 19 % и 17 %, а в сумме — 51 %. Среднегодовая скорость ветра составляет 3,0 м/с. Максимумы среднемесячной скорости ветра наблюдаются в зимний период, достигая величины 3,3 м/с, минимум — летом — 2,5-2,6 м/с. Зимой наибольшей силой отличаются юго-восточные и северо-западные ветры (3,6 м/с), в летний период — северные и северо-западные (3,1-2,8 м/с). Скорость ветра, повторяемость превышения которой составляет 5 % — 6 м/с.
Осадки и снежный покров
Атмосферные осадки определяются главным образом циклонической деятельностью. Осадки, связанные с местной циркуляцией, даже летом составляют меньшую долю. Средняя многолетняя сумма осадков составляет 600 мм. За тёплый период выпадает основное (до 70 %) — количество осадков. Наибольшее количество осадков бывает в июле (около 80 мм). Число дней с осадками в декабре и январе максимально, хотя сумма осадков минимальна. Интенсивность осадков больше в тёплый период года — 1 мм в минуту.
Высота снежного покрова на открытых пространствах в среднем составляет 38 см. В пониженных и залесённых местах высота снежного покрова значительно больше указанной, а сходит он позднее. Наибольшей высоты снежный покров достигает в марте. Сроки образования устойчивого снежного покрова, так же, как и сроки его появления и схода, из года в год сильно колеблются в зависимости от характера погоды.

### Экологическое состояние
Вследствие выбросов вредных веществ в атмосферу промышленными предприятиями города уровень загрязнения воздуха в Серпухове нередко превышает установленные нормы. Городская транспортная инфраструктура в часы пик с трудом справляется с нагрузкой, что приводит к заторам. Данный факт не может положительно сказываться на экологической обстановке. Экологическую ситуацию усугубляет наличие полигонов ТБО Лесная (закрыт в конце 2020 года) и Съяново (закрыт в 2017 году) вблизи города.

## Этимология

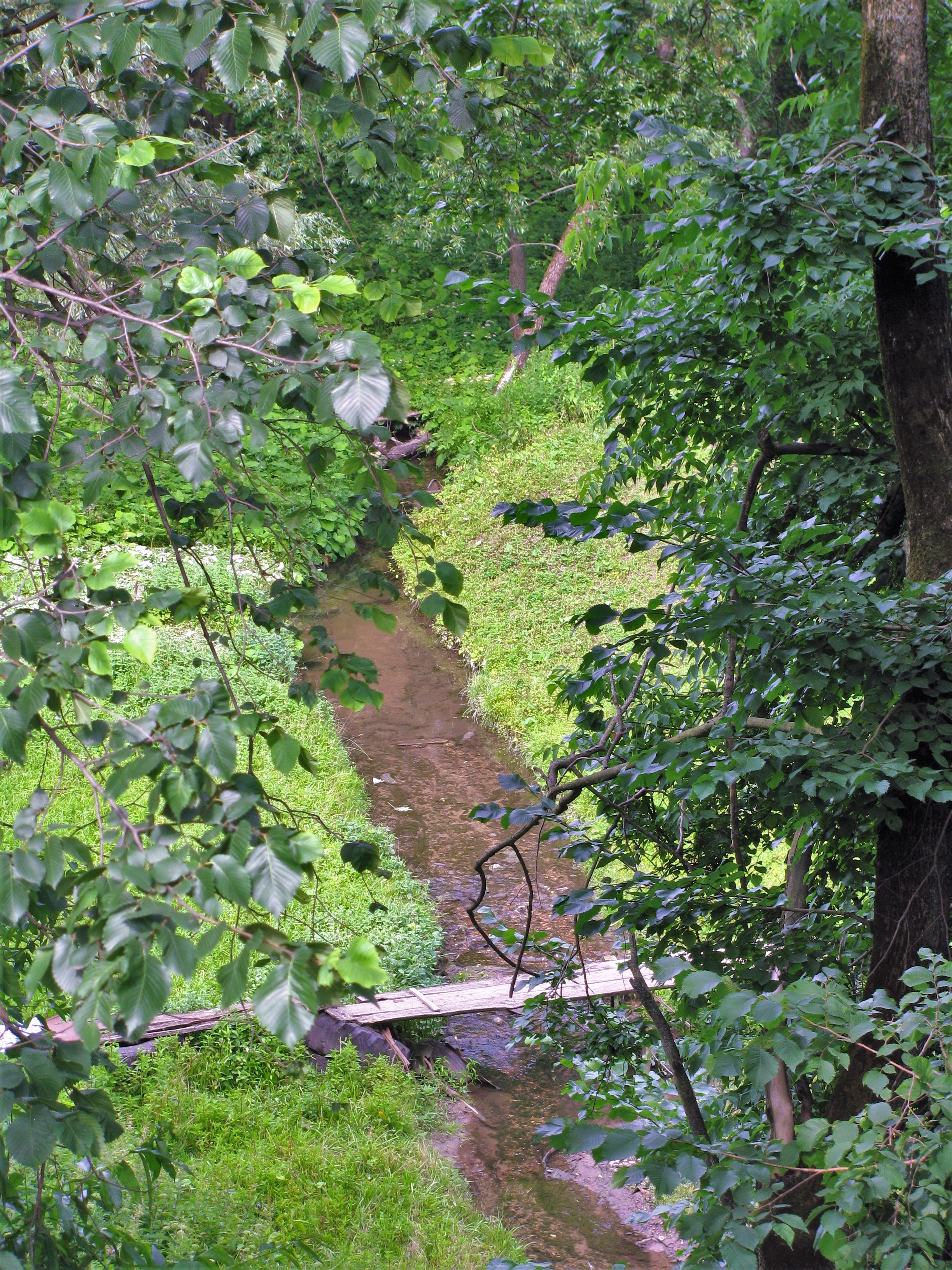
Серпейка

Город в 1336 году упоминается как Серпохов, только с XVI века вошла в употребление современная форма Серпухов. До сих пор нет однозначного объяснения происхождения топонима Серпухов. Существует несколько вариантов происхождения названия, ни один из них, однако, не является общепринятым:
- от гипотетического имени «Серпох» (производное от «Серп») с суффиксом -ов[12];
- от названия речки Серпейки;
- от растения серпухи;
- от того, что река Серпейка серпообразно огибала Соборную (Красную) гору;
- от того, что в окрестностях города ковали серпы;
- от канонического имени Серапион;
- различные версии финно-угорского происхождения и другие версии[13].

## История
Расположенный на окских рубежах и служивший крепостью в период длительной борьбы с монголо-татарскими и литовско-польскими завоевателями, Серпухов долгое время оставался надёжным форпостом Московского княжества. Серпухов славен своей историей: Серпуховское княжество во главе с удельным князем Владимиром Храбрым участвовало в Куликовской битве. Именно здесь проводил некогда царь Иван IV большой смотр своих военных сил, здесь стоял лагерь Бориса Годунова с «ратными людьми», в Серпухове собирал полки «для недруга своего крымского царя» Василий Шуйский. Одним из опорных пунктов стал город для крестьянской армии Ивана Болотникова.
В середине XVI века Серпухов сохранял роль важного стратегического, административного и хозяйственного центра, переживал оживление в ремёслах и торговле. Город состоял из трёх частей: кремля, посада и слобод. Исторически городские районы Серпухова формировались из монастырских слобод и фабричных сёл, и были объединены в единое целое уже в настоящее время.

### XIV—XV века
Письменных свидетельств существования Серпухова в домонгольскую эпоху не обнаружено. Однако, в результате археологических исследований Серпуховского городища, проведённых в 1926—1927 годах А. Н. Воронковым, были найдены многочисленные остатки керамики, стекла, изделий из железа X—XIII веков. На месте городища между реками Нарой и Серпейкой при устье последней в XIV веке уже существовал город. В XII—XIII веках земли по берегам Лопасны, Нары и Протвы севернее Оки принадлежали Черниговскому княжеству. Княжество было ослаблено монгольским нашествием (1239), и эти земли считаются перешедшими под власть Рязани. Такая версия отражена в частности в БРЭ. По другой версии (А. А. Горский), поскольку Серпухов не упоминается в XIV веке среди московских приобретений от Рязани, он изначально был городом Владимиро-Суздальского, а при появлении в Москве первых князей Даниловичей — Московского княжества.
Первое упоминание Серпухова в письменных источниках представляет собой духовную грамоту Ивана Калиты. В завещании московского князя город представлен как одно из его владений. Текст документа существует в двух вариантах, имеющих различную датировку. Есть несколько мнений по поводу даты составления завещания:
1. По мнению Л. В. Черепнина, оба экземпляра духовной грамоты составлены перед четвёртой поездкой Ивана Калиты в Орду в 1339 году.
2. По мнению А. А Зимина, документ создан ранее 1331 года — либо в 1327, либо в 1328 году.
3. А. В. Кучкин считает, что один экземпляр завещания составлен в 1336 году (во время третьей поездки князя в Орду), а другой — после этого события.

Официальной датой, от которой отсчитывается возраст города, считается, 1339 год.
По духовной грамоте третий сын Ивана Калиты Андрей Иванович унаследовал часть земель Московского княжества, в том числе Серпухов, ставший центром волости, а в будущем — основой нового удельного княжества. В середине XIV века по Европе прокатилась эпидемия чумы, известная как «чёрная смерть». Князь Андрей пал одной из её жертв в 1353 году. Удел переходит по наследству князю Владимиру Андреевичу. В период малолетства князя владениями управляют влиятельные бояре. В это время в истории города происходит знаменательное событие — московским митрополитом Алексием в 1360 году на правом берегу Нары основан Владычный монастырь. В 1367 году с целью урегулирования отношений между Владимиром и его двоюродным братом Дмитрием подписан договор, по которому подтверждается подчинённость первого второму, а также права Владимира Андреевича на его удел и обязанности по отношению к московскому князю.

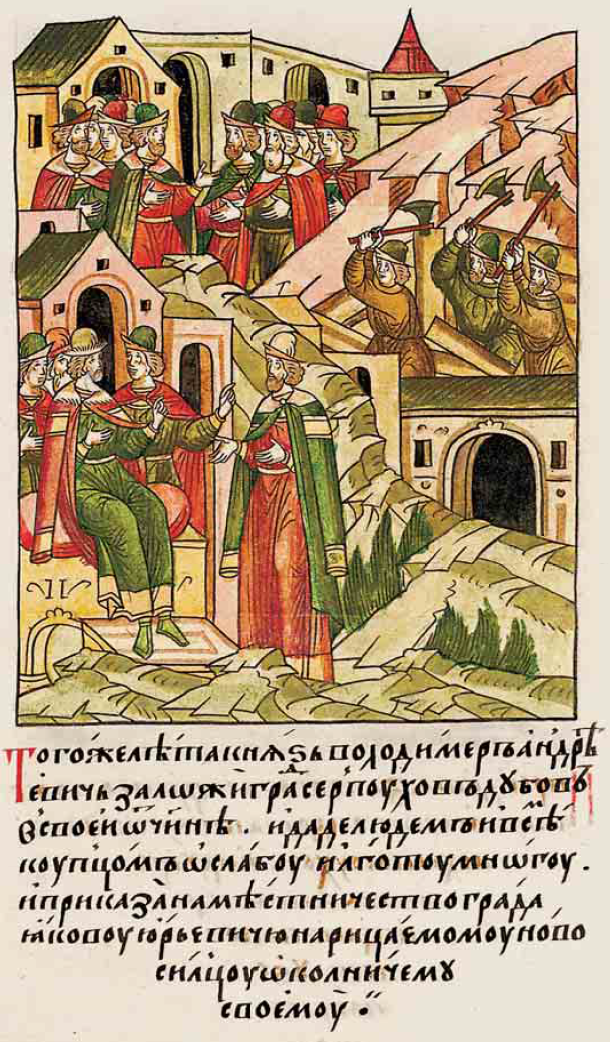
Лицевой летописный свод (том 9 страница 24) «Того́ же ле́та (6882 год) князь Володи́меръ Андре́евичь заложи́ градъ Се́рпуховъ дубо́въ в свое́й О́тчине, и даде́ лю́демъ всемъ купцо́мъ ослабу́ и лго́ту мно́гу и приказа́ наме́стничество гра́да Я́кову Ю́рьевичю нарица́емому Новоси́льцу окольни́чему своему́»

Вскоре Владимир начинает уделять значительное внимание развитию своих владений. С семидесятых годов XIV века в Серпухове открывается период активного строительства. Так в 1374 году по данным летописей на Красной (Соборной) горе начинается строительство деревянного кремля, в город назначается наместник князя — Яков Юрьевич Новосилец, устанавливаются льготы для привлечения торговцев и ремесленников. В том же году на месте домонгольского славянского селища Высокого на левом берегу Нары к югу от Красной горы князь Владимир Андреевич основывает монастырь, названный Высоцким. Заложение и освящение монастыря проводил Сергий Радонежский. Возрастает военное, политическое и экономическое значение Серпухова, вокруг которого формируется полноценное княжество, ядром которого стали волости с центрами в Лопасне, Темне и Ростовце. С конца XIV века серпуховским князем ведётся чеканка собственных монет.
Являясь главным соратником князя Дмитрия, Владимир участвовал в событиях 1380 года. Серпухов становится одним из центров подготовки к походу против Мамая. Серпуховское ополчение во главе с князем Владимиром Храбрым действует в составе Засадного полка в Куликовской битве, ставшей поворотным моментом в русской истории. В честь победы в 1381 году в Высоцком монастыре строится каменный собор и церковь с трапезной. Вскоре Серпухов был разорён во время похода на Москву хана Тохтамыша (1382 год), но Владимир Андреевич смог разбить ордынцев под Волоколамском. Существует мнение, что ордынское войско отклонилось от прямого пути к Москве с целью совершения акта мести за участие местных князя и ополчения в Куликовской битве.
1389 год ознаменовался феодальным конфликтом: Владимир разорвал отношения с московским князем, который не удовлетворил требования двоюродного брата о новых владениях. На пике ссоры великий князь взял в плен бояр серпуховского князя, Владимир, в свою очередь, осуществил захват земель, принадлежавших Дмитрию. Ссора закончилась подписанием очередного договора между феодалами.

Монета удельного Серпуховского княжества, отчеканенная при князе Иване Владимировиче (1417(?))

В XV веке Серпухов дважды был разорён: в 1408 году войском Едигея и в 1409 году литовцами под предводительством князя Свидригайло. После смерти Владимира Храброго в 1410 году княжество было разделено между пятью сыновьями. Серпухов достался старшему — Ивану Владимировичу. В дальнейшем потомки Владимира участвовали в феодальных войнах на стороне московских князей до тех пор, пока независимое княжество не было ликвидировано в 1456 году, когда князь Василий Ярославич, внук Владимира Храброго, был заключён в тюрьму. Серпуховская дружина в составе московского войска участвовала в походе на Новгород в 1478 году, а в 1480 году в стоянии на Угре.

### XVI век
С потерей самостоятельности Серпухов был включён в систему кормлений. В 1496—1502 годах на службе у московского правителя находится бывший казанский хан Мухаммед-Амин из династии Улу-Мухаммеда, которому в кормление передаются Серпухов, Хатунь и Кашира. Указанный период в истории города характеризуется притеснениями местных жителей и насилием со стороны ставленника Ивана III. В следующий раз Серпухов оказался в кормлении в 1532—1533 годах у очередного изгнанного из Казани хана, Шигалея, принадлежавшего к Астраханской династии Касимовских правителей. Шигалей, уличённый в связях с Казанью, являвшихся нарушением условий кормления, в январе 1533 года был сослан в Белоозеро.
С конца XV века начинается период изнурительных для Московского государства набегов крымских татар, попавших в зависимость от Османской империи. Главным из их путей к Москве был Муравский шлях, шедший от Перекопа до Тулы между верховьями рек двух бассейнов,— Днепра и Северного Донца. Ключевым элементом системы защиты от набегов стала линия укреплений вдоль берегов Оки, где до глубокой осени несли пограничную службу до 65 тысяч ратников, ежегодно собираемые в Москве. Важнейшим участком линии защитных сооружений был отрезок Таруса — Серпухов — Кашира — Коломна. Так, в 1512 году возникла угроза прорыва крымцев к Москве, и в Серпухове были сосредоточены войска во главе с братом Василия III, Юрием Ивановичем, ставшие барьером на пути кочевников к столице. Через пять лет, в 1517 году, русское войско выступило за Оку навстречу противнику. В результате этого похода неприятелю было нанесено поражение, потери крымцев составили до 15 тысяч человек. Поход Мехмеда I Гирея в 1521 году привёл к разорению Серпухова, Боровска, Каширы и центральных уездов государства. Результатом бедствия стало принятие решения Василием III о строительстве каменных крепостей на южных границах. В 1556 году осуществляется строительство белокаменного Серпуховского кремля. В том же году в Серпухове Иваном IV проводится большой смотр служилых людей.
В 1565 году, после того как царь Иван Грозный разделил Русское государство на опричнину и земщину, город вошёл в состав последней. С постройкой новой крепости Серпухов повышает свою роль в оборонительной системе и с 1572 года здесь размещается Большой полк русской армии.
В 1571 году состоялся поход хана Девлета I Гирея. В апреле крымское войско пересекло Оку в районе Орла, а в мае уже оказалось под Серпуховом, где нанесло поражение отряду Волынского Я. Ф. Войско во главе с Иваном IV выступило к Серпухову, но не смогло закрепиться в нём. В результате было предпринято отступление к Москве, царь бежал в Александровскую слободу. Девлет I осадил Москву и сжёг её. На обратном пути крымцы разорили несколько уездов, в том числе Серпуховский. Крымскому войску в описываемом походе помогали изменники, среди которых был серпухович Русин, один из детей боярских Шишкиных. В 1572 году Девлет I Гирей подготовил повторный набег на русское государство. Навстречу противнику был направлен полк численностью до 10 тысяч человек под предводительством князя Михаила Ивановича Воротынского, разместившийся в Серпухове. 25 июня 1572 года крымское войско подошло к Оке. Переправившись через реку и разбив несколько сторожевых русских отрядов, 120-тысячное войско Девлета Гирея направилось к Москве. Воротынский организовал преследование наступавшего войска, которое закончилось убедительной победой русских в Битве при Молодях.
Последний прорыв крымских татар к Москве относится к 1581 году, когда войско Газы II Гирея, переправившись под Серпуховом через Оку и уничтожив городской посад, двинулось к Москве, где потерпело неудачу и было отброшено на юг. Руководство русским войском велось из Серпухова царскими воеводами. В преследовании Газы Гирея активное участие принимал Борис Годунов. Этот момент стал одним из ключевых в его политическом восхождении.
Знаменательным событием в истории стал Серпуховский поход Годунова в 1598 году. Вышедшая навстречу татарам русская рать разместилась на берегу Оки под Серпуховом. Лагерь Бориса Годунова расположился на лугу у Владычного монастыря. Несколько недель подряд проводились смотры войска и демонстрация силы перед противником. В результате послы Газы Гирея признали за Годуновым царский титул и передали предложения дружбы и мира. К этому времени относятся значительные пожертвования местным монастырям со стороны царя, на которые развернулось каменное строительство. Были сооружены Храм великомученика Георгия Победоносца, Надвратный храм мученика Феодота Анкирского и стены Владычного монастыря.

### Смутное время
Голод 1601 года, увеличение количества разбойничьих шаек, восстание крестьян 1603 года не обошли стороной Серпуховский уезд. В накалённой до предела обстановке происходит поход Лжедмитрия I на Москву. В мае 1605 население Серпухова принимает Лжедмитрия I как царя. Войско самозванца, готовясь вступить в столицу, разбивает лагерь недалеко от Владычного монастыря.
После убийства Лжедмитрия I и избрания царём Василия Шуйского в 1606 году в Серпухове снова расположился большой полк царской армии, город стал центром, из которого велось управление осадой южных городов, не подконтрольных официальным властям. В это время набирало обороты восстание под предводительством Ивана Болотникова. После сражения под Кромами восставшие продвинулись к Москве, заняв по пути Калугу и Алексин. В октябре 1606 года Болотников подошли к Серпухову, местные жители добровольно сдали город. В результате неудачного штурма столицы восставшие отступили в Серпухов, а затем в Калугу. Летом 1607 года Серпухов в очередной раз стал базой для царского войска, которое 5-го — 7-го июля участвовало в битве на реке Восьме между Серпуховом и Каширой, где восставшие потерпели поражение. 21 июня сюда прибыл Шуйский, после чего были проведены судебные процессы над захваченными в плен повстанцами. В честь победы Владычному монастырю царём был подарен чудотворный образ святого царевича Димитрия Угличского, помещённый в специально сооружённый придел во Введенском соборе (позднее придел перенесён в Храм великомученика Георгия Победоносца).
В ходе польской интервенции Серпухов также не избежал военных действий. В январе 1610 года вблизи города отряд казаков под предводительством Беззубцева нанёс поражение полякам Млоцкого. Вскоре казаки покинули Серпухов, который следующей же ночью был занят поляками. В результате был сожжён посад, погибла значительная часть мирного населения.
В 1610—1611 годах жители Серпухова участвуют в Первом земском ополчении Ляпунова, в 1612 году — во Втором ополчении Минина и Пожарского.
В результате ослабления государства, произошедшего в ходе Смутного времени, кочевники опять получили возможность нападать на города в Центральной России.
В 1613 году Серпуховский уезд разорён ногайскими татарами наряду с Боровским и Коломенским.
В 1618 году гетман Пётр Сагайдачный, союзник польского королевича Владислава, отступая с войском от Москвы к Калуге, сжёг серпуховский посад, но крепость взять не смог. В 1633 году окрестности Серпухова разоряли крымские татары.

### XVII век
Последствиями событий Смутного времени для Серпухова стали резкое снижение численности населения и упадок экономики. Жители, стремясь снизить налоговое бремя, перемещаются в монастырские слободы. Государство принудительно, силами сыскного приказа, возвращает население в городской посад.
В течение XVII столетия Серпухов продолжает играть роль важного военного центра. В начале века крепость пережила пожар, после которого была восстановлена и расширена. Главой городской администрации в это время является назначаемый на срок от одного до трёх лет воевода. В 1633 году городские пригороды Серпухова разорены были крымским войском царевича Мубарак-Герая, которое взять городской кремль, однако, не смогло. В «бунташный век» волнения не могли обойти стороной и Серпухов. В 1648 году крестьянские бунты охватили уезд. Было сожжено поместье боярского сына Кривцова. В результате принятия в 1649 году Соборного уложения происходит обратный переход населения от монастырей к посаду, что приводит к росту города и его населения на 70—80 %. В 1669 году происходит большой пожар, Серпухов выгорает почти дотла.
Основные занятия населения Серпухова в XVII веке: производство железа, кузнечное дело, гончарное ремесло, производство обуви, продуктов питания, одежды. Более 40 человек занимались торговлей за пределами Серпухова. XVII век также характеризуется подъёмом каменного строительства в городе. В разные годы были сооружены: Церковь Николы (на месте нынешнего кафедрального храма), надвратная Трёхсвятительская церковь, стены и башни Владычного монастыря, Покровская церковь в стиле барокко, церковь Афанасия Афонского (разобрана в 1878 году), новое здание Троицкого собора. В 1627 году перестроен собор Зачатия в Высоцком монастыре.

### XVIII век

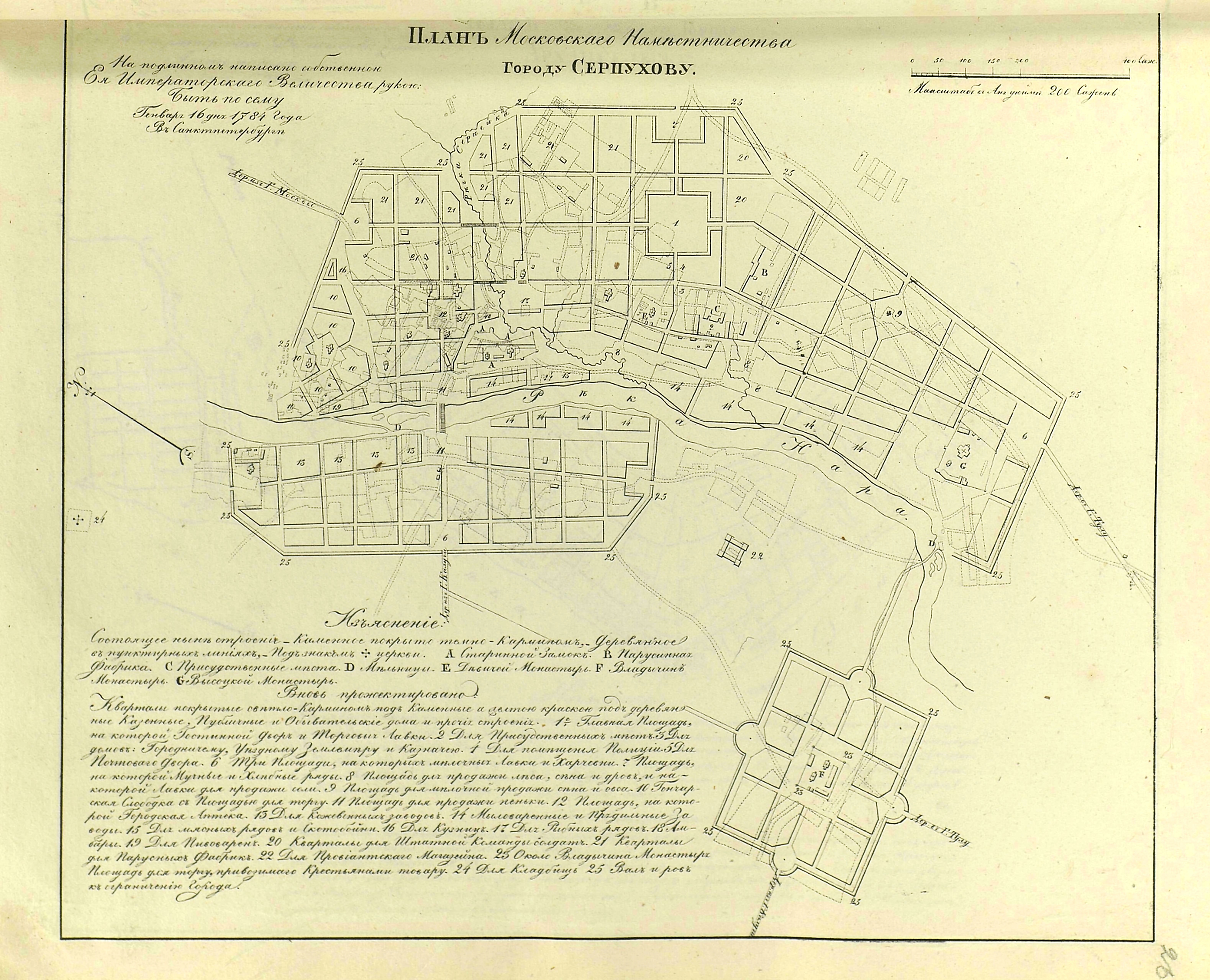
«Прожектированный» план города Серпухова 1784 года из «Полного собрания законов Российской Империи. Книга чертежей и рисунков. Планы городов»

В Петровские времена население Серпухова активно участвовало в строительстве флота, новых городов, крепостей. Производились наборы местных мастеров для участия в проектах царя. В третьем десятилетии XVIII века Серпухов становится одним из крупнейших городов Подмосковья. Происходит сворачивание кузнечного производства. Развивается торговля. В 1708 году Серпухов входит в состав образованной Московской губернии. В 1730-х годах одна за другой начинают открываться полотняные мануфактуры. В сороковых годах основными из них становятся предприятия Василия и Николая Кишкиных (крупнейшее в городе), Василия, Степана и Ивана Герасимовичей Сериковых, Ивана Андреевича Серикова. К шестидесятым годам на лидирующие позиции в Серпухове выходит предприятие Ивана Андреевича Серикова. Помимо полотняных в городе открываются также шёлковая и суконные мануфактуры.
В 1761 году 30 % экспортируемой из России парусины имеет се́рпуховское происхождение. Город выходит на четвёртое место в России по полотняному производству после Ярославля, Костромы и Москвы. Растёт число занятых в текстильной отрасли с 3 тысяч человек в 50-х годах до 5,5 тысяч в конце столетия.
Помимо текстильных в Серпухове в 80-х годах существуют восемь кожевенных, семь кирпичных, девять солодовенных и один сальный завод. Основные направления торговли — порт Санкт-Петербурга (текстиль, кожа), Москва (пищевые продукты).

### XIX век
В 1812 году население Серпухова и уезда участвовало в Отечественной войне. В составе ополчения Московской губернии насчитывалось 2246 жителей Серпуховского уезда. Война не затронула город непосредственно. Промышленность продолжала давать большую часть полотна, производимого в регионе. На тот момент в Серпухове насчитывалось 14 мануфактур с 855 текстильными станами. В указанный период осуществляется переориентация промышленности на производство хлопчатобумажных изделий. Если в 1812 году в городе появилось первое хлопчатобумажное предприятие Алексея Игнатьева, то в 1814 году функционировали уже одиннадцать фабрик. Крупнейшими из них были предприятия А. Серикова, Игнатия Шилкина, И. Серикова, Максима Коншина. Также в Серпухове функционировали три кожевенных завода, в Александровской слободе (ныне деревня Борисово) работала бумажная фабрика.

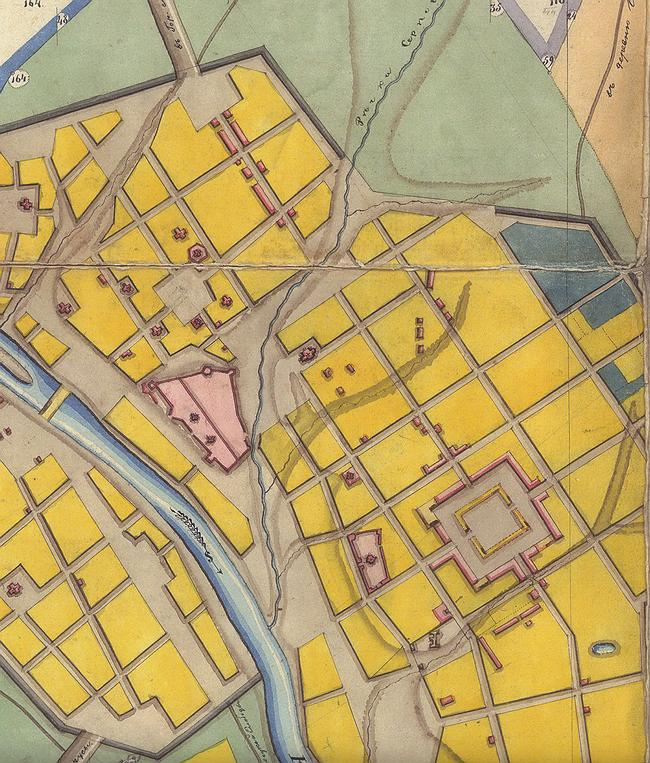
Фрагмент плана города 1826 года

В период с 1810 по 1840 год число занятых на городских предприятиях увеличивается до пяти тысяч человек, при этом на пригородных фабриках в Заборье занято 950 человек, а на других предприятиях уезда число рабочих увеличивается до двух тысяч. Крупнейшие фабрики принадлежат семьям Коншиных и Третьяковых. Ведущей отраслью серпуховской промышленности становится производство хлопчатобумажных изделий. Так, на семи бумаготкацких и ситценабивных предприятиях занято 4500 человек, на десяти полотняных — 493 человека. Основная продукция промышленности: ситец, миткаль, набивные платки, полотно.

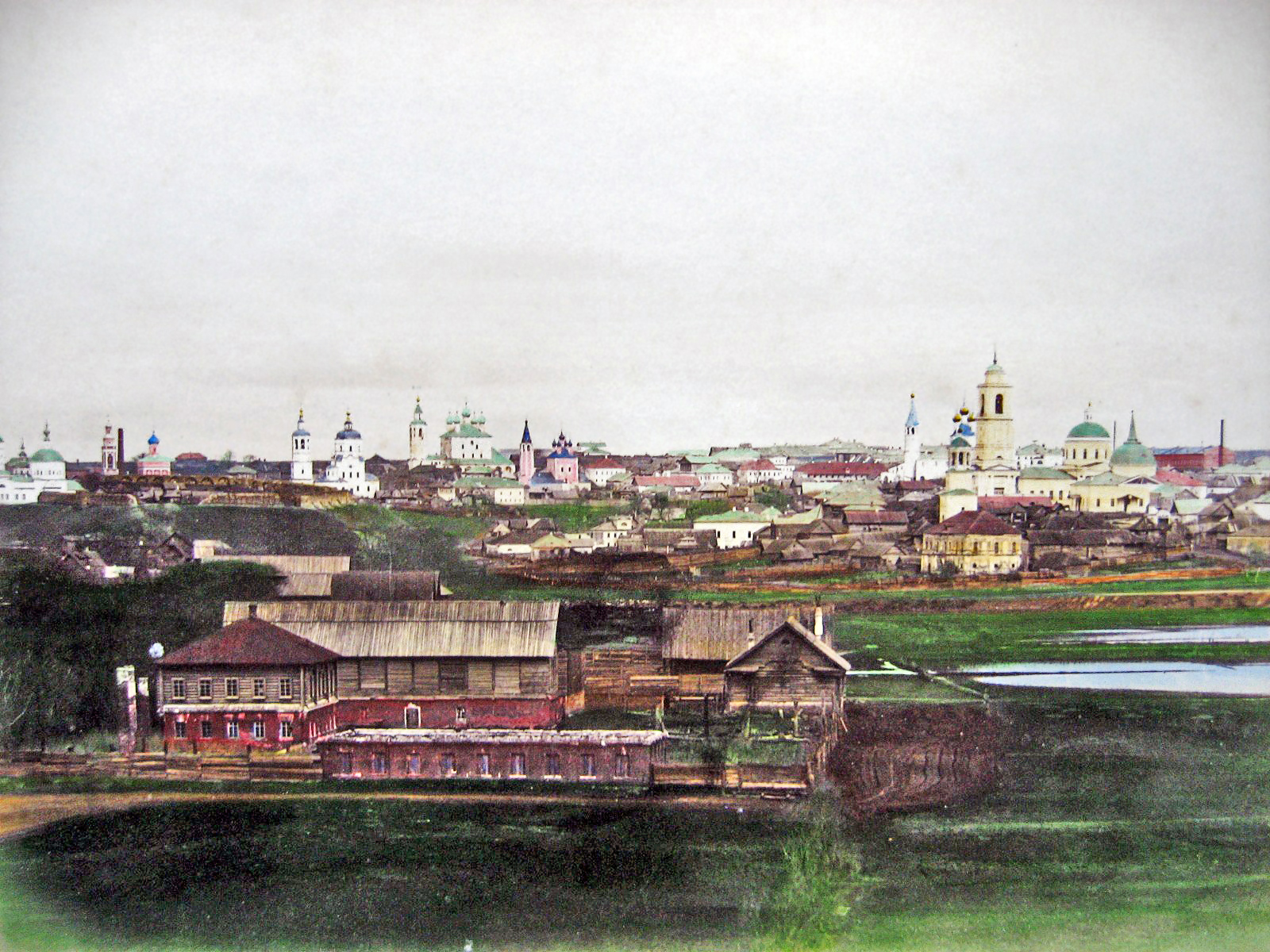
Серпухов. Вид с железной дороги. Конец XIX века

В период с 1840 по 1860 год Серпухов переживает период интенсивного промышленного роста. К середине 1850-х годов число занятых на предприятиях города достигло 8500 человек, вместе с пригородами — 10 400 человек. На территории остального уезда при этом число рабочих сократилось до одной тысячи человек, что говорит о повышении территориальной концентрации производства. Средний размер хлопчатобумажных фабрик с 1843 года вырос с 487 до 742 человек, общее число занятых в отрасли составило 8900 человек. Лидерами серпуховской промышленности стали предприятия Н. М. Коншина (впоследствии преобразованные его сыном в Товарищество мануфактур Н. Н. Коншина), которому принадлежали бумаготкацкая и ситценабивная фабрика «Старая мыза» (основанная Максимом Коншиным в 1814 году), прядильное предприятие (открыто на севере города в 1846 году), бумагопрядильная и ткацкая фабрика «Новая мыза» (открыта в конце 1850-х годов близ деревни Глазечня), составившие комплекс, позволивший выполнять полный цикл обработки от прядильного сырья до готовой набивной продукции. Из других подотраслей текстильной промышленности следует отметить действовавшие в это же время в Серпухове шерстобумажные фабрики. Производство полотна к середине XIX века приходит в упадок: на четырёх оставшихся мануфактурах в 1843 году занято 126 человек. С технической точки зрения серпуховские предприятия того времени не отличались высоким развитием: на большинстве применялся ручной труд, в качестве двигательной силы применялись конный привод и водяные колёса. В 1850-х годах появляются паровые машины.
Важное место в городской экономике первой половины и середины XIX века занимала торговля. По объёму торговых операций Серпухов занимал второе место в губернии после Коломны. Ключевыми торговыми маршрутами являлись дорога, соединяющая Харьков c Москвой, и водный путь по Оке. Основные предметы торговли — хлеб, лес, текстиль. Значительную роль в жизни города занимало ремесленное производство, в котором к 1861 году было занято свыше 600 человек. Ключевые ремесленные профессии того времени: булочники, мясники, сапожники, портные, модистки, кузнецы, столяры, резчики, печники.
Промышленность города в 1913 году состояла из 27 заводов с 17057 работников, а объём производства достигал 49,6 млн руб.

### Серпухов в 1920-е — 1930-е годы
Во время Гражданской войны в Серпухов в октябре 1918 года из Арзамаса был переведен штаб Восточного фронта, а вскоре здесь разместился и Полевой штаб Реввоенсовета Республики и Ставка Главного командования во главе с И. Вацетисом.
В 1934 году Серпуховский кремль был разобран на материал для строительства Московского метрополитена. Поскольку строительство Московского метро было политической акцией, делать все необходимо было очень быстро. Камень решили взять из самого доступного и ближнего места — из Серпухова. Для этого Серпуховский кремль был разобран примерно в течение года. После этого груз был отправлен в Москву. Однако в конечном итоге камень был забракован. На кремлёвском холме остались лишь два крохотных фрагмента стен.

### Серпухов в годы Великой Отечественной войны

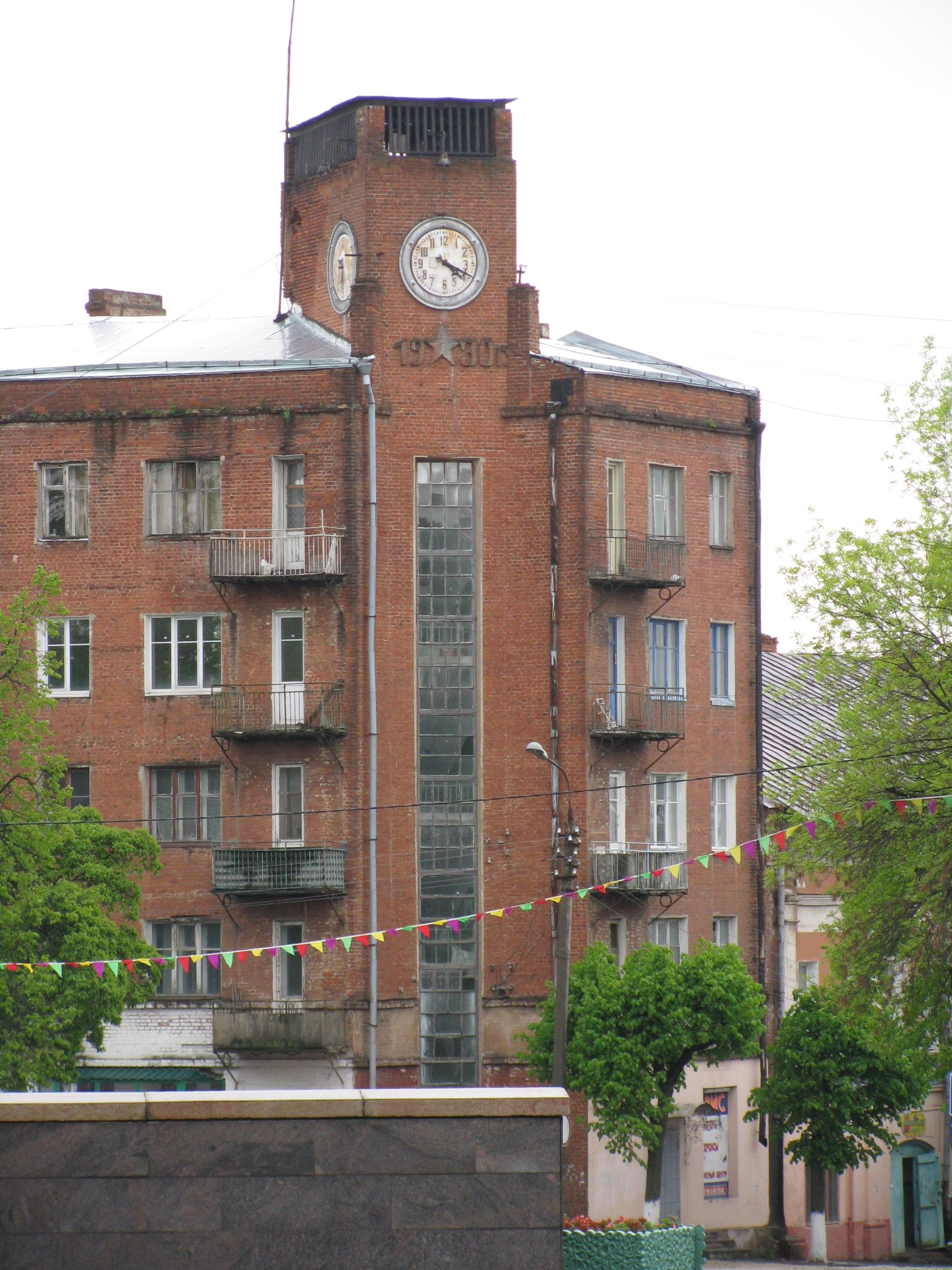
Площадь Ленина (Серпухов). Городские часы

В первые дни войны на фронт по мобилизации и в качестве добровольцев отправились несколько тысяч серпуховичей. Были организованы посты противовоздушной обороны. Ополченцы, собранные в Серпухове, после двухнедельного обучения вошли в состав дивизии народного ополчения Бауманского района Москвы. На предприятиях города директора получили право вводить сверхурочные работы от одного до трёх часов в день. Были организованы донорские пункты.
В октябре 1941 года линия фронта приблизилась вплотную к городу. На серпуховском направлении вермахт вел наступление в составе: 13-го армейского корпуса, 4-й полевой армии и моторизованных частей 2-й танковой группы Гудериана. Оборонительные позиции к западу от Серпухова занимала 49-я армия Западного фронта под командованием генерал-лейтенанта Ивана Захаркина, имя которого в настоящий момент носит одна из городских улиц. Немецкие войска находились к западу от города полукольцом на расстоянии 6—7 километров. Штаб 49-й армии располагался в деревне Бутурлино к востоку от Серпухова. Начальник тыла армии генерал Николай Антипенко, являвшийся начальником гарнизона города, вместе со своим штабом находился в городе. Непосредственно Серпухов защищала 60-я стрелковая дивизия, состоявшая из ополченцев Ленинского района Москвы. С 25 октября 1941 года 5-я гвардейская стрелковая дивизия на подступах к Серпухову заняла рубеж обороны Верхнее-Шахлово-Новинки-Калиново. 29 октября части дивизии остановили противника на рубеже 14 километров западнее Серпухова, восточнее Тарусы, западная окраина Алексина. Части 194-й стрелковой дивизии держали оборону по рубежу Боровна-Кременки-Дракино. Утром 17 декабря части дивизии перешли в наступление с задачей прорвать оборону по правому берегу реки Протвы, на участке Кременки-Дракино. К 25 декабря 1941 года дивизия прорвала восьмикилометровую оборонительную полосу противника.
Воздушное прикрытие осуществляли лётчики 178-го истребительного авиационного полка 6-го истребительного авиационного корпуса ПВО. Авиаполк выполнял боевую задачу в зоне ответственности Южного сектора Московской зоны ПВО, руководство которым было возложено на одного из заместителей командира 6-го корпуса ПВО полковника Трифонова Н. К. 178-й ИАП базировался в пойме Оки, недалеко от села Липицы. Лётчиками этого авиаполка было совершено 1695 боевых вылетов, проведено 59 воздушных боёв, сбито 22 самолёта противника, уничтожено 19 зенитных орудий. Командир полка подполковник Роман Раков лично 65 раз вылетал на боевые задания. Его именем также названа одна из улиц Серпухова.
Наиболее ожесточённые бои велись на линии Дракино — Кремёнки — Павловка. В конце ноября 1941 года наступление немецких войск было остановлено.
В боях с противником отличились также соединения и части 1-го гвардейского кавалерийского корпуса под командованием генерала Белова и воинские части 112-й танковой дивизии под командованием полковника Андрея Гетмана. В ходе ожесточённых боёв они сорвали наступление 13-го армейского корпуса вермахта нанеся ему крупные потери, освободили семь населённых пунктов и удержали Серпухов от окружения и захвата.
В ходе Можайско-Малоярославецкой операции соединения и части 49-й армии сумели значительно ослабить части наступающих частей вермахта, нанеся им существенное поражение и к началу декабря полностью остановили наступление противника на рубеже западнее Серпухова — Суходол (20 км юго-восточнее г. Алексина).
Также в ноябре началось осуществление эвакуации оборудования предприятий, рабочих, женщин, детей. В числе пунктов назначения были: Бийск, Уфа, Тюмень, Ташкент, Фергана. Параллельно в Серпухове создаются шесть оборонительных районов: Занарский, Красный текстильщик, Новоткацкий, Район Ситценабивной фабрики, Ногинский, южная часть города и Заборье. Выполняется возведение оборонительных сооружений: противотанковых рвов, надолбов, баррикад, щелей, бомбоубежищ, газоубежищ. На базе хирургической больницы, текстильного техникума, больницы имени Семашко, рабфака, школ № 3, 11, 13, 22, 26, 28 были созданы госпитали, где принимали раненых бойцов.
16 декабря советские войска перешли в наступление. После прорыва немецкой обороны были освобождены Таруса и Алексин. К январю 1942 года линия фронта была отодвинута от Серпухова более, чем на 150 километров. С 1942 года начинается восстановление городской промышленности. На мощностях городских предприятий осуществляется производство инструмента для танковых и механизированных подразделений, мотоциклетной техники, боеприпасов, пищевых концентратов. В 1944 году начинается строительство конденсаторного завода. Объём промышленного производства достигает 80 % довоенного уровня. В помещениях бывших текстильных предприятий разворачиваются металлообрабатывающие предприятия, удельный вес которых в промышленности города к 1945 году составлял 35 % против 23,4 % у текстильной отрасли.
За годы войны в Серпухове уничтожено и повреждено 597 зданий, погибли 202 мирных жителя, ранены 317 человек. В начальный период войны на город совершено 140 авианалётов, сброшено 500 фугасных и 35 000 зажигательных бомб.

### Современность
25 марта 1991 года в Серпухове началась реставрация Высоцкого монастыря.
В 1992 году возвращён исторический вариант герба города Серпухов.
В середине 1995 года концерн АВТОВАЗ передал производство модели ВАЗ-1111 «Ока» в город Серпухов. Завод стал именоваться «Серпуховский Автомобильный Завод» (СеАЗ).
28 июля 2005 года в Серпухове проходили торжества, посвящённые 625-летию Куликовской битвы. Мероприятие возглавил Патриарх Алексий II.
1 марта 2008 года открыт первый крупный ТРЦ в городе — «Б-Класс». В это же время развивается новый микрорайон — Ивановские дворики. Тем не менее, темпы строительства жилья падают, по сравнению с предыдущими годами и продолжают падать в 2010-е.
В ноябре 2008 года прекращено производство автомобиля «Ока».

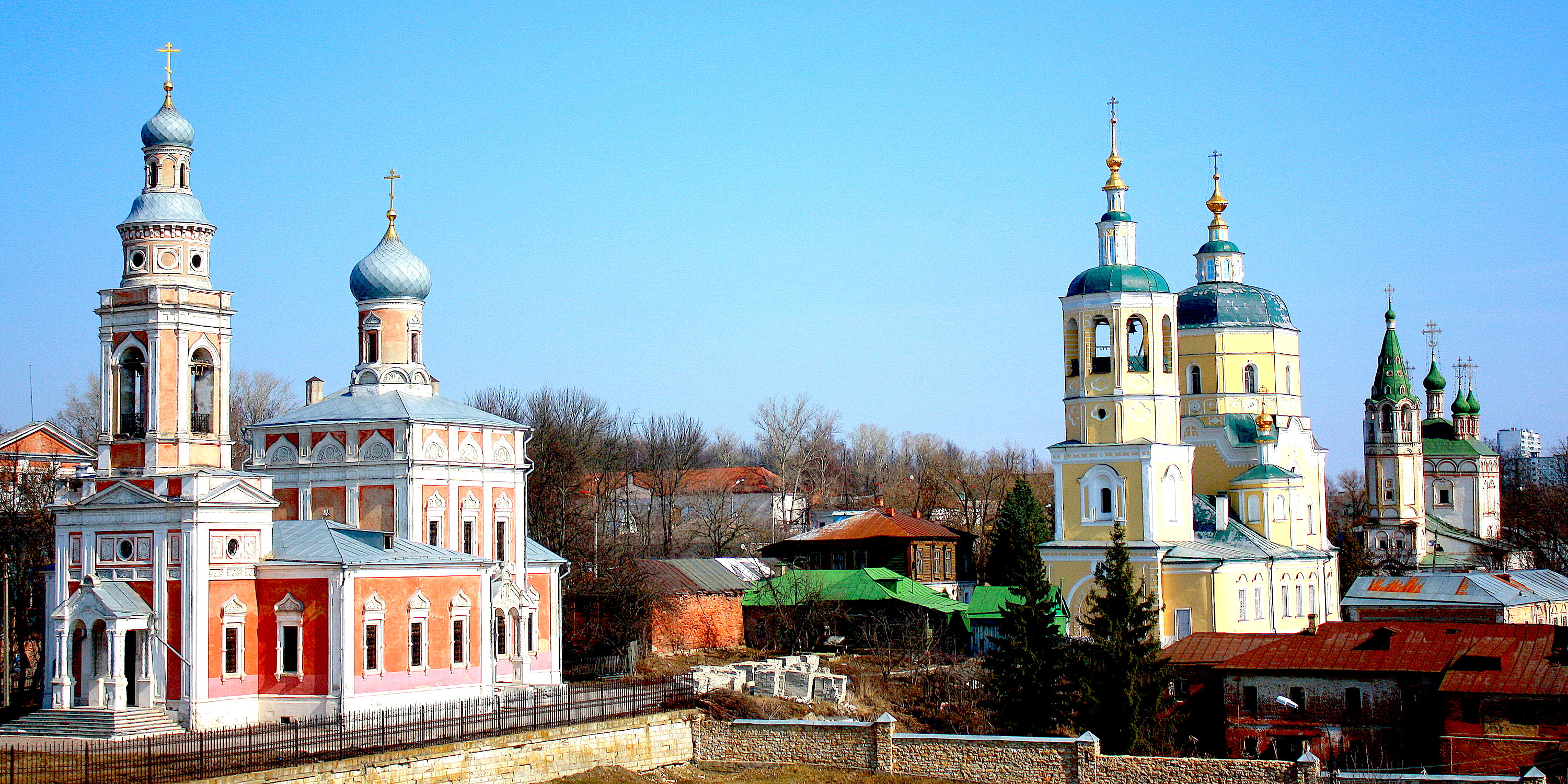
Ильинский и Успенский соборы. Вид с Соборной горы

17 декабря 2011 года открылся крупнейший ТРЦ в городе — многофункциональный комплекс «Korston».
9 июня 2014 года Серпуховский лифтостроительный завод, открывшийся в конце 2013 года, посетил премьер-министр России Дмитрий Медведев.
26 апреля 2016 года Серпухову присвоили звание «Город воинской доблести».
30 декабря 2018 года все городские и сельские поселения Серпуховского муниципального района были объединены с городским округом Серпухова в единое муниципальное образование городской округ Серпухов.
Постановлением от 28 января 2019 года поселения Серпуховского района были упразднены и все сельские населённые пункты переданы в административное подчинение Серпухову.
В 2018 году Серпухов стал претендентом на включение в Золотое кольцо России. Началось масштабное благоустройство улиц и тротуаров, строительство новых общественных пространств, велодорожек, скверов и парков, реконструкция исторических зданий.
В 2019 году главой городского округа стала Юлия Купецкая. Прошла масштабная реконструкция Привокзальной площади, 2020 году — площади Ленина. В 2021 году прошла реконструкция парка имени Олега Степанова.
С 30 июля по 1 августа 2021 года в городском округе Серпухов планировалось провести рок-фестиваль Нашествие, но он был отменён Роспотребнадзором и перенесен организаторами на 2022 год.
26 января 2022 года мэр города Юлия Купецкая ушла в отставку, врио главы города стал Сергей Никитенко.

## Символика
На основе результатов исследований Н. А. Соболевой основной версией происхождения герба Серпухова является следующая. Герб Серпухова разработан товарищем (заместителем) герольдмейстером Францем Матвеевичем Санти в середине двадцатых годов XVIII века. В города России была разослана анкета с целью получить сведения, которые могут быть учтены при создании герба для каждого конкретного города. Павлин стал элементом герба на основании присланного в герольдию из Серпухова сообщения, в котором говорилось, что недалеко от города «в монастыре одном родятся павлины».
Первый герб города был утверждён одновременно с другими гербами городов Московской губернии 20 декабря 1781 года. В дальнейшем он пересматривался четырежды. Первый раз герб был изменён 16 марта 1883 года в соответствии с разработанными Бернгардом Васильевичем Кёне и введёнными в 1857 году с правилами составления городских гербов. В советское время Степаном Николаевичем Марухиным был разработан новый герб, утверждённый 30 мая 1967 года. 2 июля 1992 года был восстановлен вариант герба от 1883 года. Существующая в настоящее время версия утверждена 6 октября 1999 года и внесена в Государственный геральдический регистр Российской Федерации под № 564. Основана на гербе, утверждённом в 1883 году, включающем в себя герб 1781 года. Ниже представлено описание герба:
Герб города Серпухова представляет собой гербовый щит прямоугольной формы с закруглёнными углами и выступающим остриём в середине нижней части щита. В червлёном (красном) щите на серебряном холме стоящий золотой павлин с зелёными блёстками на перьях распущенного хвоста и с червлёными глазами. В вольной части герба — центральная часть герба Московской области — изображение Георгия Победоносца на коне, поражающего копьём змия.

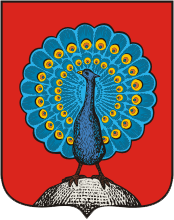
Герб 1781 года
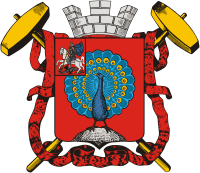
Герб 1883 года
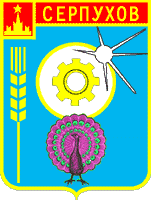
Герб 1967 года
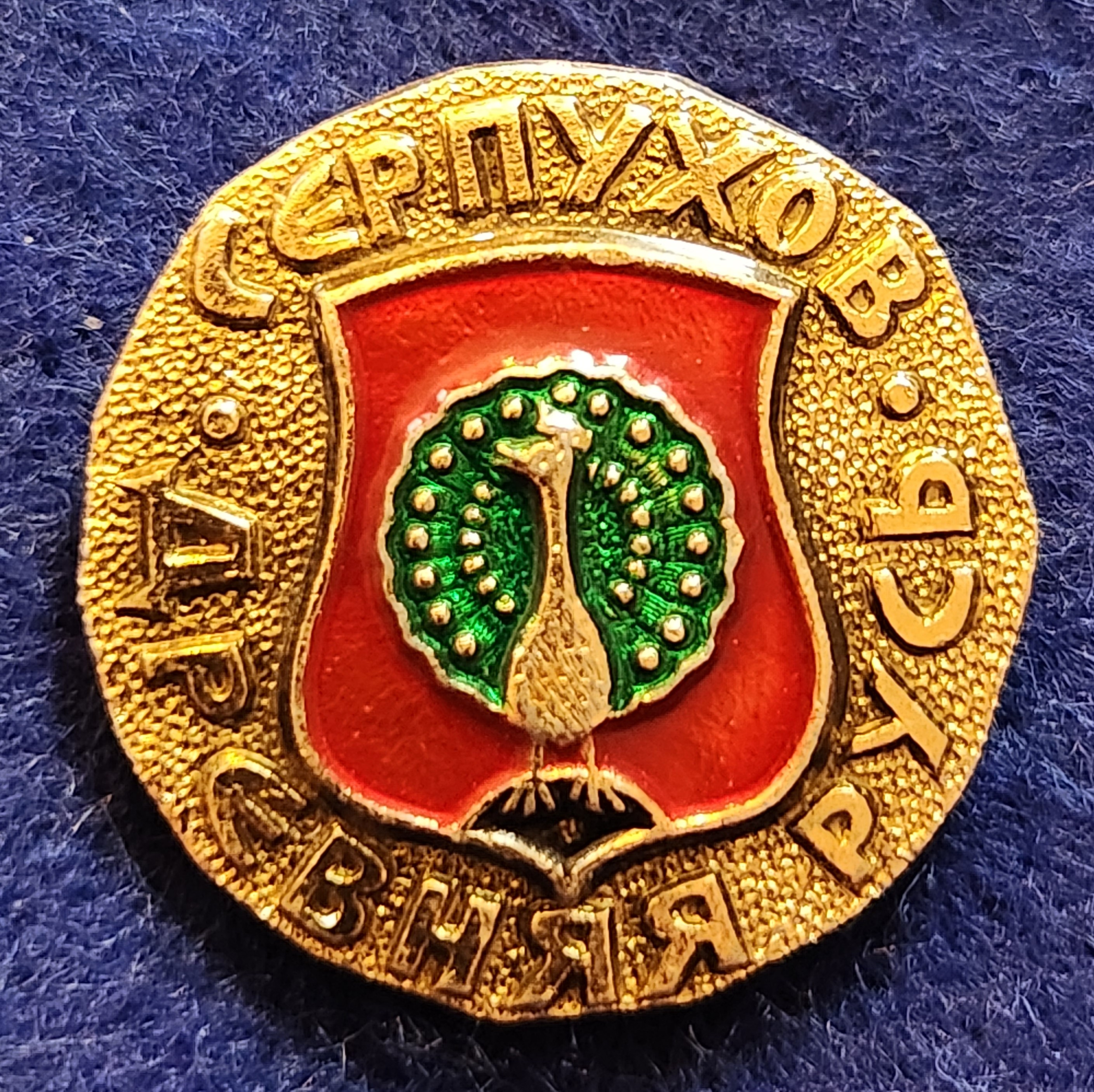
Значок с гербом Серпухова из серии Древняя Русь

## Население
| 1562     | 1620     | 1646     | 1678     | 1733     | 1770     | 1825     | 1840     | 1856     | 1859     | 1866     |
| -------- | -------- | -------- | -------- | -------- | -------- | -------- | -------- | -------- | -------- | -------- |
| 3000     | ↘300     | ↗2500    | →2500    | ↗2700    | ↗5540    | ↘5400    | ↗13 585  | ↗15 380  | ↘11 100  | ↗15 500  |
| 1897     | 1900     | 1913     | 1923     | 1926     | 1931     | 1939     | 1956     | 1959     | 1962     | 1967     |
| ↗31 000  | ↘30 000  | ↗31 300  | ↗36 600  | ↗56 000  | ↗73 400  | ↗90 727  | ↗102 000 | ↗106 387 | ↗113 000 | ↗121 000 |
| 1970     | 1973     | 1975     | 1976     | 1979     | 1982     | 1985     | 1986     | 1987     | 1989     | 1990     |
| ↗124 293 | ↗129 000 | ↗135 000 | →135 000 | ↗139 717 | ↗141 000 | ↗142 000 | →142 000 | →142 000 | ↗143 618 | ↘142 000 |
| 1991     | 1992     | 1993     | 1994     | 1995     | 1996     | 1997     | 1998     | 1999     | 2000     | 2001     |
| ↘141 000 | →141 000 | ↘140 000 | ↘139 000 | →139 000 | →139 000 | ↘138 000 | ↘137 000 | ↘134 600 | ↘132 000 | ↘129 700 |
| 2002     | 2003     | 2004     | 2005     | 2006     | 2007     | 2008     | 2009     | 2010     | 2011     | 2012     |
| ↗131 097 | ↗131 100 | ↘128 400 | ↘126 700 | ↘125 000 | ↘124 200 | ↘123 800 | ↘123 429 | ↗127 041 | ↘126 500 | ↗126 598 |
| 2013     | 2014     | 2015     | 2016     | 2017     | 2018     | 2019     | 2020     | 2021     | 2023     | 2024     |
| ↗126 845 | ↗127 125 | ↘126 728 | ↘126 586 | ↘125 929 | ↘125 817 | ↘124 897 | ↗126 273 | ↗133 793 | ↘133 646 | ↗133 756 |

На 1 января 2025 года по численности населения город находился на 126-м месте из 1124 городов Российской Федерации.
1552 год
Первые сведения о населении города получены из «сотной» князя В. Фуникова от 1552 года. Из неё следует, что в Серпухове на тот момент было:
- 623 двора в посаде, в которых жили 796 тяглецов (облагаемых налогами), из них
  - 200 дворов в слободах (1/3 часть от посадских дворов)
- более 99 дворов в беломестных владениях, в том числе
  - 57 дворов служителей церкви (попов и дьяконов)
  - 42 двора крестьян при церквях

Эти данные позволяют оценить население города на тот момент более, чем в 3000 человек.
Население в XVII веке
- 1620 г. — число дворов в посаде составляло немногим более 60, что позволяет оценить население на уровне 300 человек.
- 1637—1638 гг. — насчитывалось 200 человек служилых и беломестных людей, не плативших налоги, а также 106 человек-жителей посада (по данным росписи воеводы Д. Елагина).
- 1646 г. — по данным переписи У. С. Ляпунова насчитывалось 235 посадских дворов, 80 дворов служилых людей, 74 прочих двора. Население города превышает 1500 человек.
- 1678 г. — насчитывается 307 дворов с мужским населением 1060 человек. Вместе с военным и служилым населением общая численность может быть оценена как 2500 человек.

Население в XVIII веке
- 1733 год — 1398 человек мужского пола (общее население можно оценить как 2700 человек), в том числе
  - 1249 посадских людей
  - 134 купцов гостиной сотни
- 1770 год — около 5540 человек, из них 2774 мужчины. Серпухов на третьем месте в губернии после Коломны и Вереи.

Население в XIX веке
В 1825 году по данным министерства внутренних дел численность населения Серпухова составила 5400 человек (учитывались представители только городских сословий). Экономический рост XIX века не мог не сказаться на демографической картине, и в 1840 году население города составляло уже 13 585 человек, в том числе 7846 человек городских сословий. В 1856 году численность населения составила 15 380 человек. Значительную долю в городском населении того периода составляло временное население, состоявшее из крестьян-отходников, направившихся в Серпухов на заработки. Так в 1840 году зафиксировано 5000 крестьян среди жителей города, в 1847 — 4000 крестьян, в 1852 году — 3400 крестьян. При этом заметна высокая доля мужчин среди серпуховского населения: 65 % в 1840 году и 57 % в 1856 году.
Общая численность населения Серпухова в 1866 году с учётом населения Высоцкой и Владычной слобод, примыкавшей к городу деревни Заборье, а также фабричных спален составляло около 15,5 тысяч человек. К концу века население Серпухова приближается в 30 тысячам человек, что выводит его на первое место в губернии (второе место занимает Коломна).
Национальный состав
По результатам Всероссийской переписи населения 2002 года: 93,7 % — русские, 2,19 % — украинцы, 0,61 % — белорусы, 0,49 % — татары, 0,41 % — армяне, 0,14 % — мордва, 0,09 % — чуваши, 0,08 % — евреи, 0,05 % — узбеки, 0,02 % — осетины, 1,09 % — другие этнические группы, 1,01 % — не указали свою этническую принадлежность.
По результатам Всероссийской переписи населения 2010 года (среди тех, для кого в материалах переписи имеются сведения о национальности): 94,71 % — русские, 1,60 % — украинцы, 0,53 % — татары, 0,50 % — армяне, 0,44 % — белорусы, 0,34 % — узбеки, 0,26 % — азербайджанцы, 0,19 % — молдаване, 0,21 % — осетины, 0,18 % — таджики, 0,11 — мордва, 1,16 % — другие этнические группы. Для 8,14 % общего населения города в материалах переписи не указана национальная принадлежность.
В январе 2023 года в состав городского округа Серпухов были включены наукограды Протвино и Пущино.

## Достопримечательности
В Серпухове расположено значительное количество достопримечательностей. Всего имеется 108 памятников истории и культуры, из них 57 объектов русской православной культуры. На территории города расположены: 26 объектов культурного наследия федерального значения; 39 — регионального значения, 24 памятника воинской славы, истории и культуры; 17 объектов культовой архитектуры и 2 монастыря, являющиеся основными объектами показа для туристов. Среди достопримечательностей стоит особо отметить: уникальный памятник культуры — Серпуховский историко-художественный музей; древний центр Серпухова, находящийся на высоком холме при слиянии рек Серпейки и Нары, с уцелевшими фрагментами белокаменных стен городского кремля и Троицким собором, используемым ныне как филиал историко-художественного музея, Высоцкий монастырь, Введенский Владычный монастырь.
| №   | Наименование объекта | Датировка                                            | Адрес                                                                                               | Категория охраны                              | Текущее состояние | Фото |
| --- | --- | ---------------------------------------------------- | --------------------------------------------------------------------------------------------------- | --------------------------------------------- | --- | ---- |
| 1.  | Дом Коншина | вторая половина XVIII, XIX вв.                       | улица Володарского, 5                                                                               | федеральная (Ф-176)                           | «Серпуховский текстиль» |      |
| 2.  | Дом Коншина | вторая половина XVIII века                           | улица Володарского, 12/8                                                                            | федеральная (Ф-176)                           | На балансе Серпуховского историко-художественного музея (с 2013 г.) (здание заброшено и повреждено пожаром, произошедшим в 2018 году) |      |
| 3.  | Дом жилой | середина XIX века                                    | улица Володарского, 17/10                                                                           | федеральная (Ф-176)                           | Жилой дом. Расселён и заброшен. В декабре 2021 г. произошёл пожар. Серьёзно повреждён вторым пожаром 6 сентября 2022 года.            |      |
| 4.  | Дом жилой | середина XIX века                                    | улица Володарского, 19                                                                              | федеральная (Ф-176)                           | Жилой дом |      |
| 5.  | Ансамбль жилых палат и двух жилых домов | середина XVIII, конец XVIII, первая половина XIX вв. | улица Володарского, 23/51                                                                           | федеральная (Ф-176)                           | Офисы. Перестроены в 1990-е гг. |      |
| 6.  | Палаты | первая половина XVIII века                           | улица Володарского (Ситценабивная фабрика)                                                          | федеральная (Ф-176)                           | Комплекс зданий заброшен, частично снесён в 2015 году. Неоднократно повреждён пожарами.                                               |      |
| 7.  | Корпус солодовенного завода | середина XVIII века                                  | улица Калужская, 5                                                                                  | федеральная (Ф-176)                           | |      |
| 8.  | Дом жилой | первая половина XIX века                             | улица Калужская, 48                                                                                 | федеральная (Ф-176)                           | Бывшая детская художественная школа им. А. Бузовкина. В 2021 году открыт музей «Дом Барина», рассказывающей о дворянской жизни.       |      |
| 9.  | Дом купца Кишкина | середина XVIII века, конец XIX века                  | улица Калужская, 50                                                                                 | федеральная (Ф-176)                           | Следственный изолятор |      |
| 10. | Усадьба купца Серикова | первая половина XIX века                             | переулок Коммунистический, 12                                                                       | федеральная (Ф-176)                           | |      |
| 11. | Ансамбль торговой площади: | XIX век                                              | площадь Ленина                                                                                      | федеральная (Ф-176)                           | |      |
| 11. | северный корпус торговых рядов | начало XIX века                                      | площадь Ленина, 5                                                                                   | федеральная (Ф-176)                           | Коммерческая недвижимость |      |
| 11. | восточный корпус торговых рядов | начало XIX века                                      | площадь Ленина, 7                                                                                   | федеральная (Ф-176)                           | Коммерческая недвижимость |      |
| 11. | здание Гостиного двора | 1860-е годы                                          | площадь Ленина, 1                                                                                   | федеральная (Ф-176)                           | Коммерческая недвижимость |      |
| 12. | Комплекс парусиновой мануфактуры купца Кишкина, в 1919 году размещался штаб Южного фронта | первая половина XVIII века                           | улица 2-я Московская, 8/19                                                                          | федеральная (Ф-176), местная (М-49/3)         | Жилой дом |      |
| 13. | Усадьба Воронина | начало XIX века                                      | улица Пролетарская, 27/3                                                                            | федеральная (Ф-176)                           | Жилой дом |      |
| 14. | Палаты | вторая половина XVIII века                           | улица Пролетарская, 48/2                                                                            | федеральная (Ф-176)                           | Жилой дом |      |
| 15. | Корпус парусиновой мануфактуры | вторая половина XVIII века                           | улица Урицкого, 4                                                                                   | федеральная (Ф-176)                           | |      |
| 16. | Здание кузницы | конец XVIII века                                     | улица Чернышевского, 4/55                                                                           | федеральная (Ф-176)                           | |      |
| 17. | Корпус парусиновой мануфактуры купца Серикова | первая половина XVIII века                           | улица Чехова, 18-а                                                                                  | федеральная (Ф-176)                           | Жилой дом |      |
| 18. | Высоцкий монастырь | 1374 год, а XVI—XIX века                             | улица Калужская, 110                                                                                | федеральная (Ф-176), республиканская (Р-1327) | Действующий мужской монастырь |      |
| 19. | Распятский монастырь | XVIII век                                            | улица Калужская, 40                                                                                 | федеральная (Ф-176), республиканская (Р-1327) | Бывшее медицинское училище (реставрация)                                                                                              |      |
| 20. | Усадьба Соллогубов | конец XVIII века                                     | улица Калужская, 46/12                                                                              | местная (М-1327)                              | Здание пустует |      |
| 21. | Церковь Троицы | 1714 год, XIX век                                    | улица Ситценабивная, дом 5                                                                          | федеральная (Ф-176), республиканская (Р-1327) | На балансе Серпуховского историко-художественного музея                                                                               |      |
| 22. | Церковь Ильи Пророка | 1747—1748 года                                       | улица Володарского, дом 2-а                                                                         | федеральная (Ф-176), республиканская (Р-1327) | Действующая церковь |      |
| 23. | Церковь святителя Николая | 1833—1857 года                                       | улица Калужская, 26/12                                                                              | федеральная (Ф-176), республиканская (Р-1327) | Действующая церковь, кафедральный храм Серпухова                                                                                      |      |
| 24. | Владычный монастырь | XIV—XIX века                                         | улица Октябрьская, 40                                                                               | федеральная (Ф-176), республиканская (Р-1327) | Действующий женский монастырь |      |
| 25. | Здание Серпуховской земской управы (здесь в здании 1-го Дома Советов 26 ноября 1917 года состоялся пленум городского Совета и выступали в 1919 году — Михаил Иванович Калинин, в 1920 году — Джон Рид) | 1860 год, 1917—1920 годы                             | улица Советская, дом 31/33                                                                          | местная (М-49/3)                              | ОАО «Серпуховский завод „Металлист“»                                                                                                  |      |
| 26. | Здание дома Энтиной, в котором в 1905—1907 годах проходили нелегальные собрания большевиков и хранилась нелегальная литература                                                                         | 1905—1907 годы                                       | улица Ворошилова, дом 45                                                                            | местная (М-49/3)                              | Здание пустует. В 2022 году снесен флигель при усадьбе, находившийся в руинированном состоянии.                                       |      |
| 27. | Здание, в котором в 1905 — 1907 годах находилась явка большевиков и хранилась нелегальная литература                                                                                                   | 1905—1907 годы                                       | улица Калужская, дом 47                                                                             | местная (М-49/3)                              | |      |
| 28. | Церковь Сретения Господня | 1700—1702 годы, 1813—1833 годы                       | улица Карла Маркса, дом 36                                                                          | федеральная (Ф-176), республиканская (Р-624)  | |      |
| 29. | Серпуховский кремль | 1374 год, 1556 год, XIX век                          | Соборная (Красная) гора                                                                             | федеральная (Ф-176), республиканская (Р-1327) | |      |
| 30. | Здание дома руководителя серпуховских большевиков И. А. Кокушкина, в котором в 1905—1908 годах находилась явка большевиков, хранилось оружие и нелегальная литература                                  | 1905—1908 годы                                       | переулок Кокушкина, дом 4                                                                           | местная (М-49/3)                              | |      |
| 31. | Троицкий собор | 1696 год, начало XVIII века, 1837 — 1841 годы        | Соборная (Красная) гора, улица Тульская                                                             | федеральная (Ф-176), республиканская (Р-1327) | Реставрация |      |
| 32. | Здание, где в 1905 году находилась подпольная типография и печатались большевистские листовки | 1905 год                                             | улица Урицкого, дом 4-а                                                                             | местная (М-49/3)                              | |      |
| 33. | Здание, где в городском театре выступали 10 февраля 1924 года М. И. Калинин, в 1925 году — Клара Цеткин, в 1929 году — А. В. Луначарский                                                               | 1924 год, 1925 год, 1929 год                         | улица Чехова, дом 58/27                                                                             | местная (М-49/3)                              | Серпуховский музыкально-драматический театр                                                                                           |      |
| 34. | Городище «Серпуховское» | XII — XVI века                                       | центральная часть города, в урочище Соборная гора на левом берегу реки Нары при устье реки Серпейки | федеральная (Ф-176), республиканская (Р-1327) | |      |
| 35. | Геологический памятник природы Московской области — карьер Заборье (Серпуховский ярус) | Палеозойская эра                                     | юго-восточная окраина Серпухова                                                                     | федеральная (планируется)                     | |      |

В окрестностях города расположен уникальный Приокско-террасный биосферный заповедник с ледниковыми озёрами, вековыми лесами, живописными ландшафтами, зубровым питомником. На юго-восточной окраине города, недалеко от посёлка Мирный, расположен геологический памятник Подмосковья и уникальный объект мирового значения — карьер Заборье или как его называют учёные — Серпуховский ярус, признанный в мире эталонным геологическим разрезом нижнекаменноугольных отложений, в которых сохранились древние кораллы, раковины моллюсков, брахиоподы и другие представители флоры и фауны палеозойской эры. Однако в Серпухове ничего не предпринимается в целях сохранения этого геологического памятника, уникального как для Серпухова, так и для всей геологической науки в целом, несмотря на многочисленные просьбы учёных, обращённые к представителям власти. Доступ к карьеру не охраняется, а рядом с ним находится свалка. Об этом подробно написано в книге «Серпуховский ярус» известного краеведа Бориса Степановича Мамонтова. На северо-востоке от Серпухова, недалеко от границ города, в деревне Пущине находятся руины старинного дворца Вяземских.

### Памятники, монументы

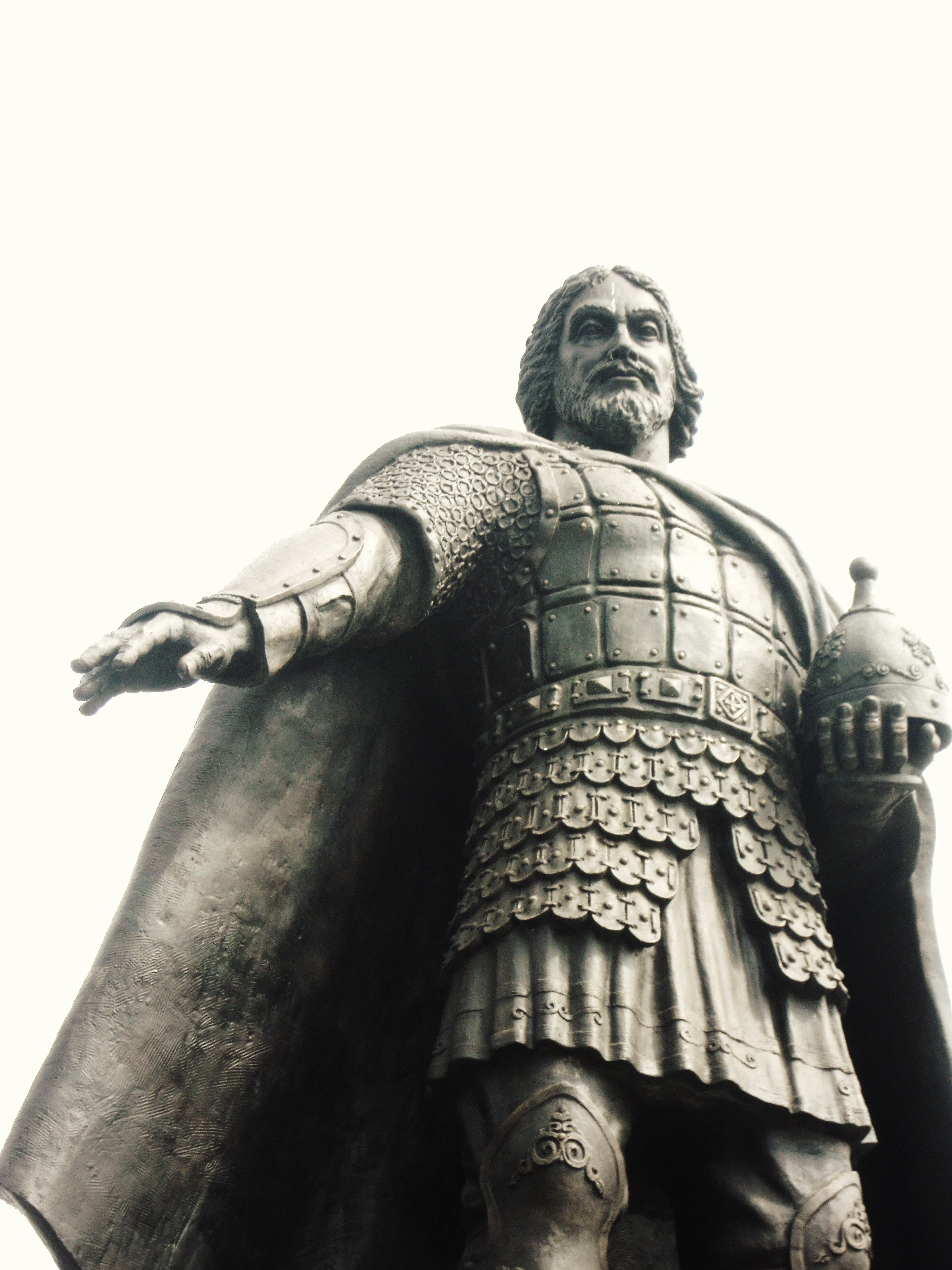
Памятник Владимиру Храброму в Серпухове

Бюст дважды Герою Социалистического Труда В. В. Гришину в Серпухове. Скульптор Лев Кербель, архитектор Сергей Хаджибаронов

- Владимиру Храброму (установлен в 2009 г. напротив здания городской администрации, на площади, названной в его честь)
- Памятник Дмитрию Донскому и Владимиру Храброму на Привокзальной площади (2019 г.)
- В. И. Ленину (памятник работы скульптора Матросова установлен в исторической части города, на площади, названной в честь В. И. Ленина)
- В. В. Гришину (памятник — бронзовый бюст работы скульптора Льва Кербеля, установлен в сквере в центральной части города на площади В. Храброго)
- Князю Святославу — выполнен скульптором Василием Селивановым, открыт в 2014 г. в сквере на площади Ленина
- П. А. Столыпину — открыт в 2014 г. в сквере на площади Ленина
- А. П. Чехову (расположен на пересечении улицы Ворошилова и улицы Чехова, авторы — скульптор С. В. Сагайко и архитектор В. В. Шувалов, 1999 год.)
- А. С. Пушкину (бюст установлен в 1962 г. во дворе средней общеобразовательной школы № 6 по адресу: ул. Водонапорная, 6, скульптор — Анатолий Яковлевич Певзнер).
- О. Н. Степанову (памятник Герою Советского Союза Олегу Николаевичу Степанову установлен в городском парке города Серпухов в 1958 году. Расположен у главного входа со стороны улицы Чехова, скульптор — Анатолий Яковлевич Певзнер)
- И. Г. Захаркину[91] (памятник — бюст герою Великой Отечественной войны, командующему 49-й армией, генерал-полковнику Ивану Григорьевичу Захаркину (автор — скульптор Д. В. Кукколос), установлен возле школы № 5 в 2015 г.)
- Н. А. Калинину (памятник — бронзовый бюст Герою Социалистического Труда, почётному гражданину г. Серпухов, директору Радиотехнического завода Николаю Алексеевичу Калинину, открыт 14 декабря 2018 г. в сквере, названном в его честь, в посёлке им. Ногина, рядом с железнодорожным мостом, автор — скульптор Илья Дюков).
- преподобному Варлааму (бронзовый памятник (автор — Д.Кукколос) преподобному Варлааму Серпуховскому установлен возле Владычного монастыря (ул. Октябрьская) в 2014 г.)
- святым Петру и Февронии — бронзовая скульптура благоверным Петру и Февронии — княжеской чете, ставшей символом супружеской верности и преданности, установлен в Принарском парке, автор — скульптор Илья Дюков, открыт — июль 2016
- Мараевой. А.В. (серпуховская купчиха первой гильдии и фабрикантша. Видная деятельница старообрядчества, собирательница старинных книг, рукописей и икон. Её коллекции легли в основу Серпуховского историко-художественного музея)
- памятный знак в ознаменование 650-летия города — установлен в центре фонтана на Юбилейной площади (ул. Ворошилова, возле у гостиницы «Ока»), автор — серпуховский скульптор А. Н. Волков, открыт в сентябре 1989 г.
- памятный знак «Павлин» — символ города
- монумент воинам 49-й армии
- памятный знак «Черный тюльпан»
- монумент Воину-освободителю (макет памятника, установленного в Трептов-парке в Берлине, скульптор Вучетич)
- скульптурная композиция «Ярмарка» на Сенной площади: юный чистильщик обуви, кот, мохнатый пёс, девушка с гусем, городовой, лотошник, часовщик, семья фабриканта (скульптор Илья Дюков)[92]
- стела — Серпухов — город воинской доблести (скульптор Роман Фашаян)[93]
- скульптурная композиция «Дама с собачкой» (скульптор Илья Дюков)[94]
- скульптурная композиция «Рыбаки» (скульптор Илья Дюков)
- скульптурная композиция «Стрельцы» (скульптор Илья Дюков)
- серия маленьких скульптур из 13 павлинов по всему городу (скульптор Илья Дюков)[95]

## Культура

### Парки и скверы
Серпухов достаточно зелёный город, в пределах его границ насчитывается порядка 50 садов и скверов, среди которых:
- «Принарский» парк[96]
- Парк «Питомник»[97]
- «Комсомольский» парк[98][99]
- Парк «Жемчужина»
- Городской парк культуры и отдыха им. Олега Степанова[100]Дворец бракосочетаний в городском парке им. Олега Степанова

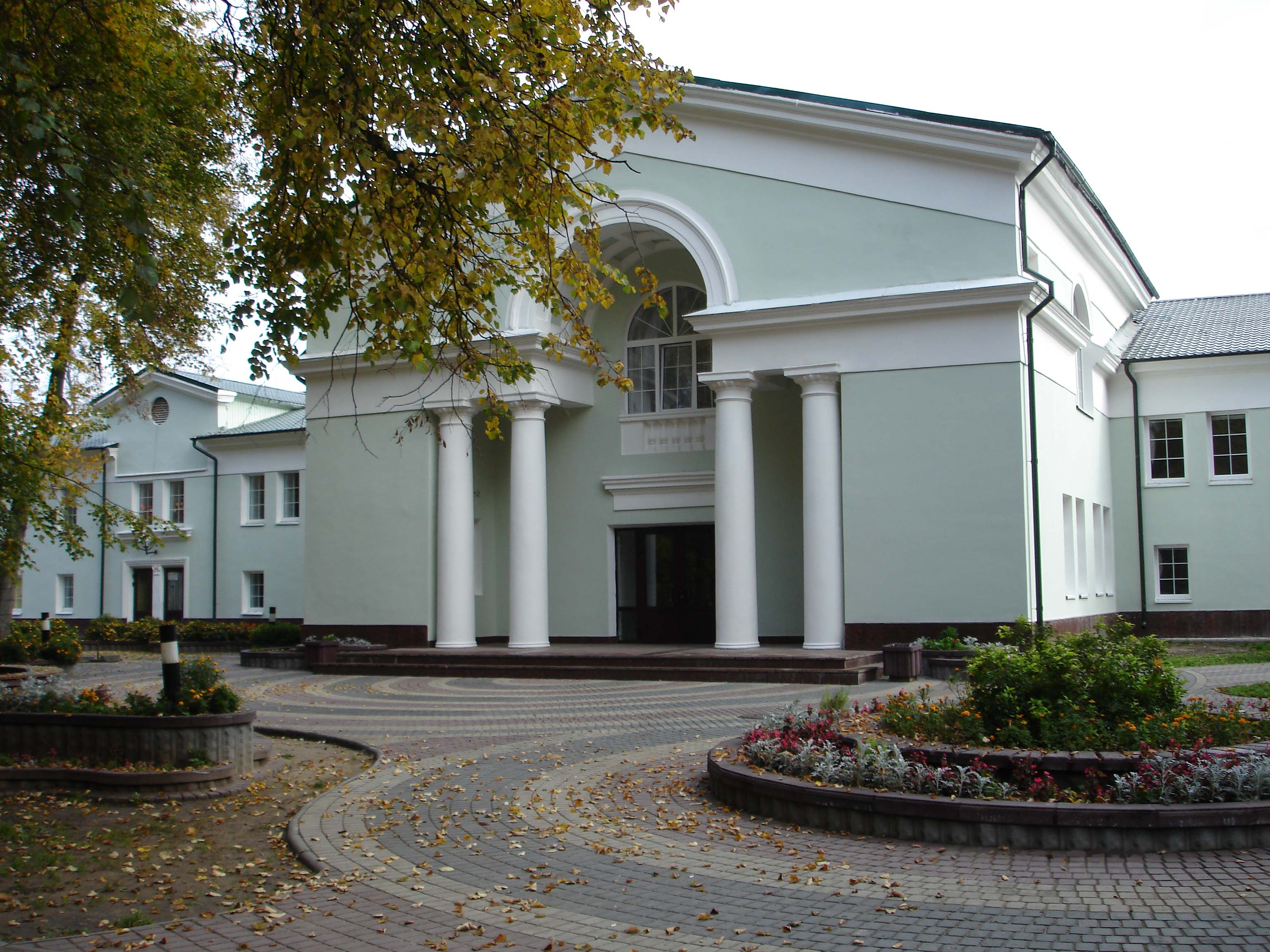
Дворец бракосочетаний в городском парке им. Олега Степанова

В черте города расположен бор.

### Конкурсы
В 2008 году Серпухов стал победителем первого международного смотра-конкурса «Лучший город СНГ». Город получил диплом за сохранение и поддержку культурно-исторического наследия.В 2006 году в Серпухове проходил XV Международный кинофорум «Золотой Витязь». В городе также проводится множество различных конкурсов и фестивалей международного, федерального и регионального уровней. Начиная с 2017 года в Серпухове проходит международный конкурс классического и народного искусства «Солнечный павлин» с участием России, Китая, Беларуси и Таджикистана.

### Театры и дворцы культуры
- Музыкально-драматический театр[104].
- Камерный театр «Зазеркалье».[105]
- Театр Юного Актёра «ЧересЧУР»[106]
- Дворец культуры «Россия»[107]
- Дворец культуры «Исток»[108]
- Дворец культуры «РАТЕП»[109]
- Кинотеатр «Корстон»[110]
- Кинотеатр «Б-Класс»[111]

### Музеи
- Музейно-выставочный центр[112].

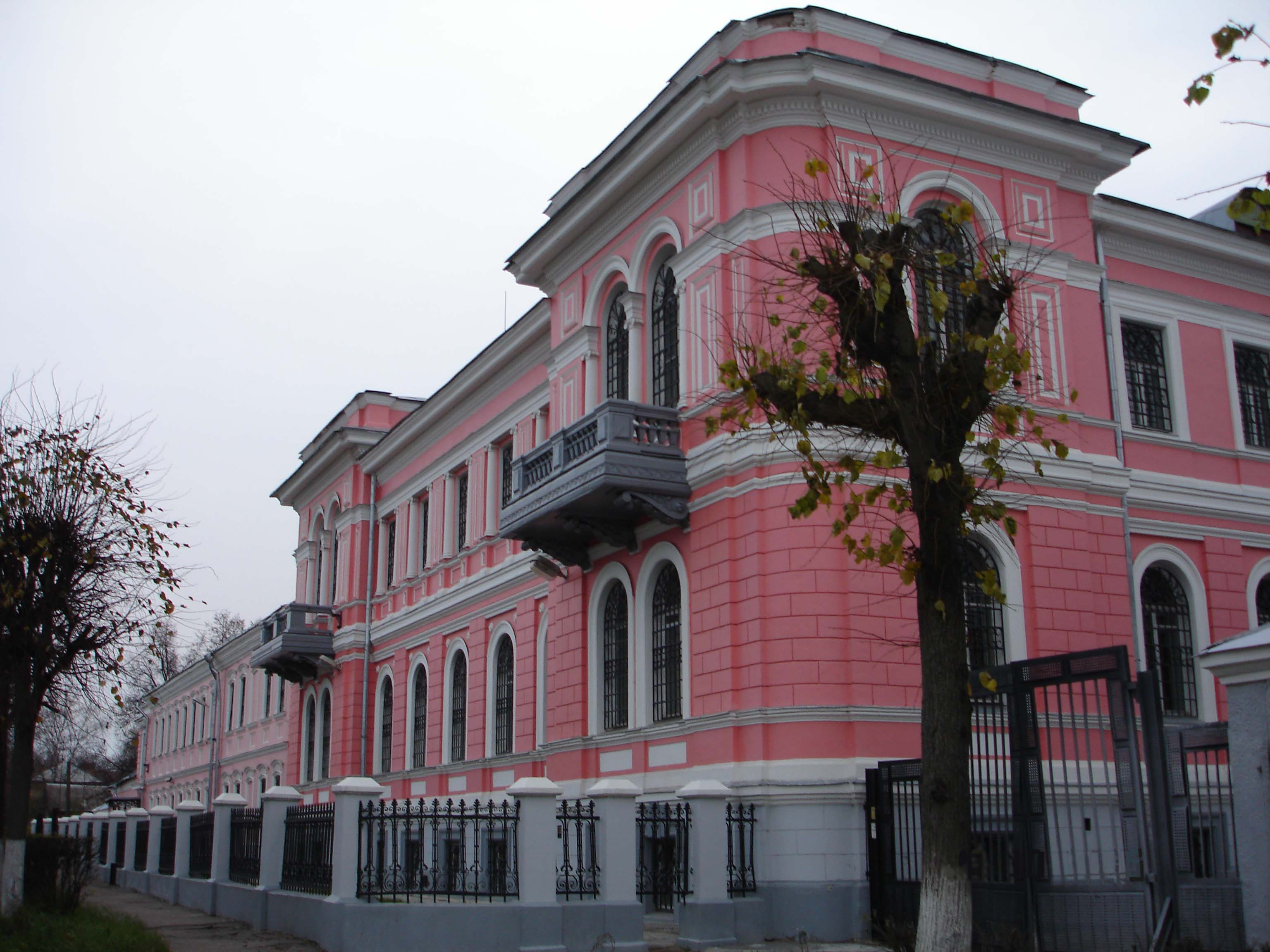
Серпуховский историко-художественный музей

- Серпуховский историко-художественный музей[113] — крупнейшая картинная галерея Московской области. Открыт в 1920 г.
- Музей печати — первый в Подмосковье — открылся в сентябре 2019 года в старинном здании типографии 1890 года постройки на Сенной площади[114].
- Музей хлеба — открыт в сентябре 2019 года в отреставрированном помещении XIX века в гостинично-ресторанном комплексе «Провинция»[115].
- музей «Дом барина»[116]
- Музей Кукол[117]

### Библиотеки
Серпуховская централизованная библиотечная система создана в декабре 1977 года. В настоящее время в состав СЦБС входят 9 библиотек. Это Центральная городская библиотека им. А. П. Чехова, Центральная детско-юношеская библиотека и филиалы библиотеки, находящиеся в разных районах города. Единый фонд системы — 268 тысяч экземпляров документов, обширный репертуар периодических изданий, уникальное собрание звукозаписей, краеведческий фонд неопубликованных материалов. Библиотечные работники обслуживают в год свыше 36,5 тысяч читателей. Охват населения библиотечным обслуживанием — 29,1 %.

## Религия
Среди верующих большинство составляют православные христиане.

### Монастыри

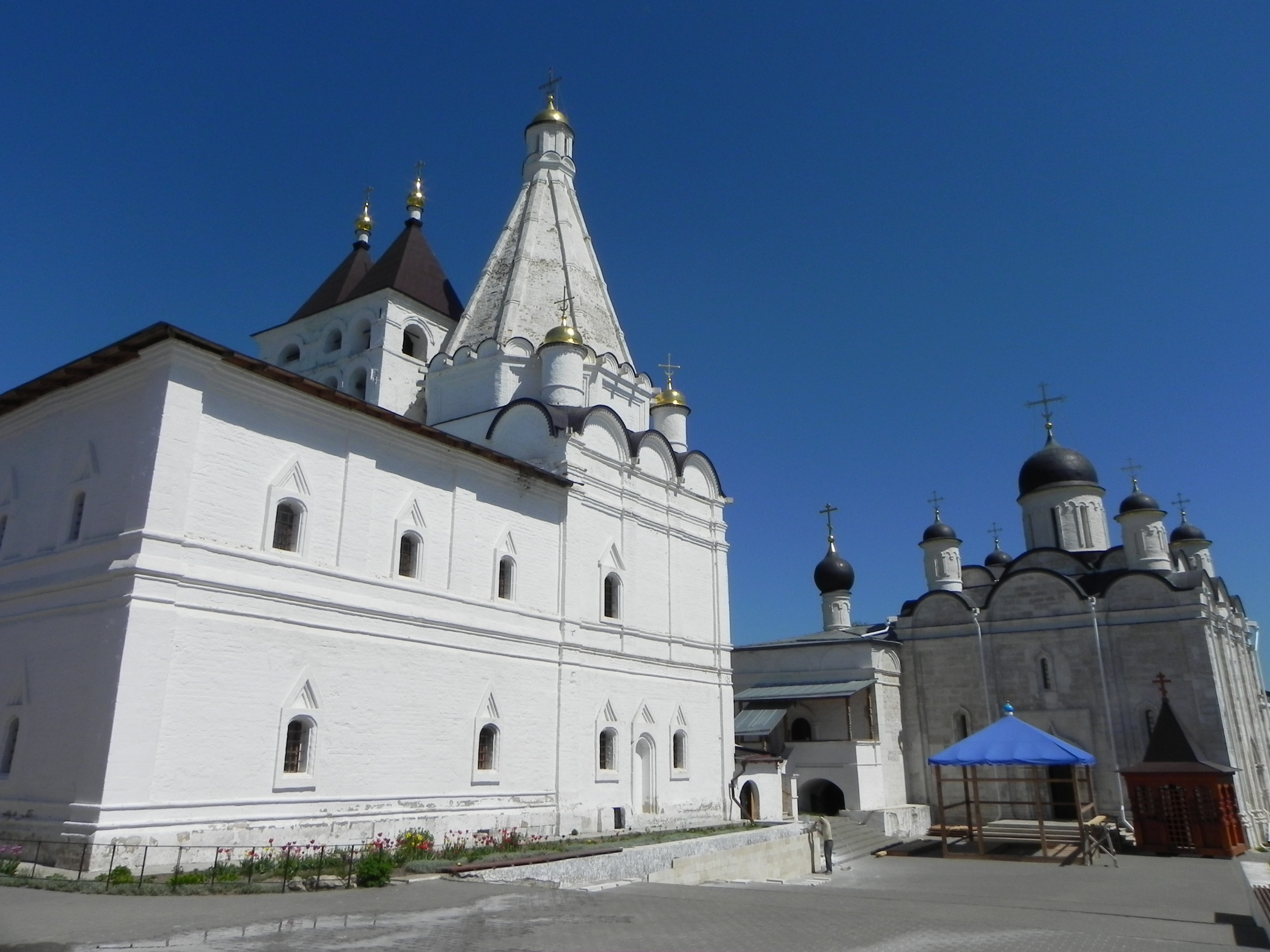
Владычный женский монастырь

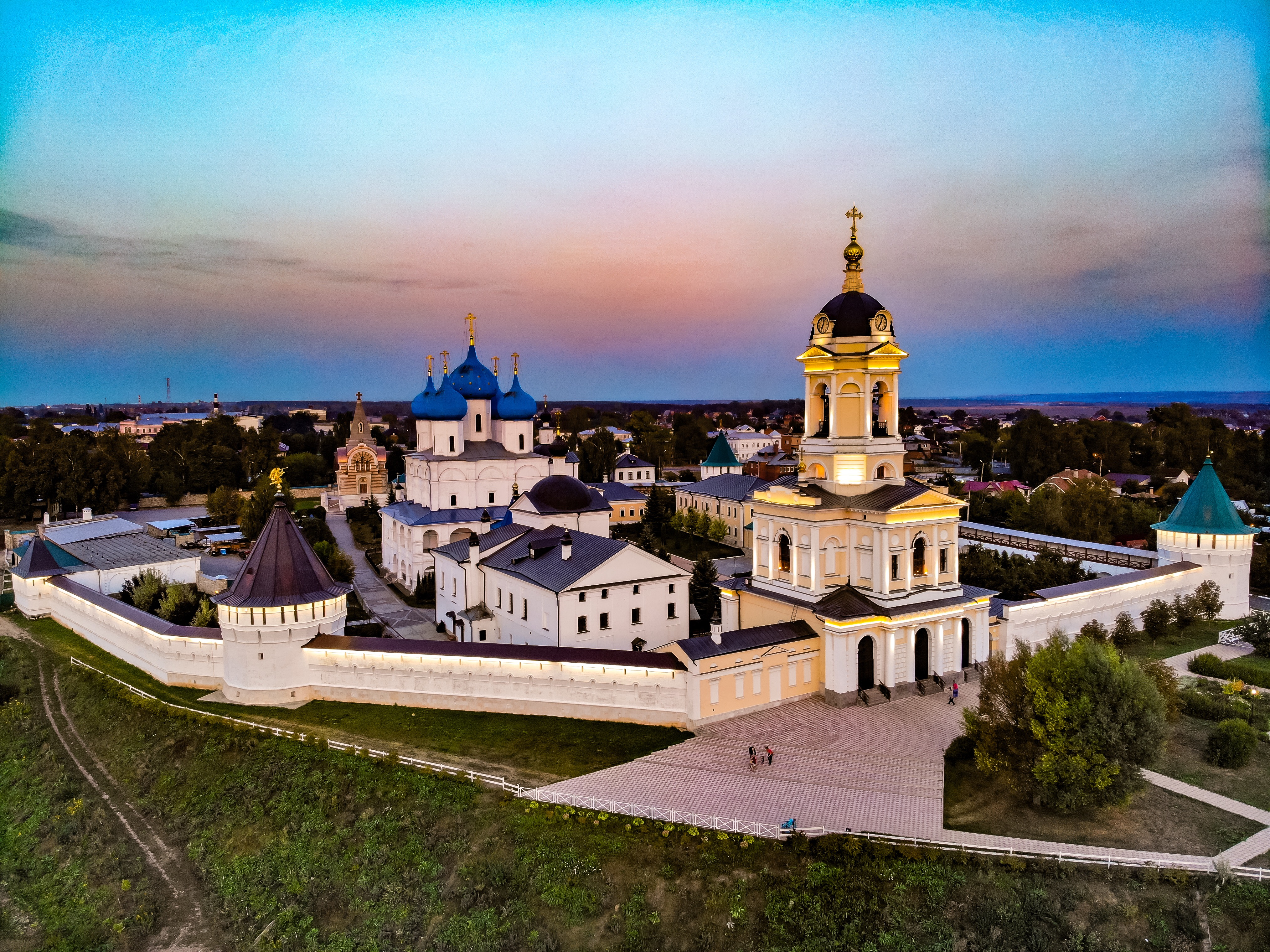
Высоцкий мужской монастырь

Ныне в Серпухове действуют православные
- Владычный женский монастырь (основан в 1360 г.)
- Высоцкий мужской монастырь (основан в 1374 г.)
- Распятский монастырь (основан в 1665 г.)

### Храмы и часовни
Православные храмы города и района объединены в Серпуховское благочиние (благочиннический округ) Русской Православной Церкви. Благочинный — иерей Игорь (Чабан).
- Церковь Илии Пророка
- Церковь Успения Пресвятой Богородицы
- Троицкий соборХрам Спаса Нерукотворного
- Храм Всех Святых
- кафедральный собор Николы Белого
- Троицкий собор
- Сретенская церковь
- Богоявленская церковь

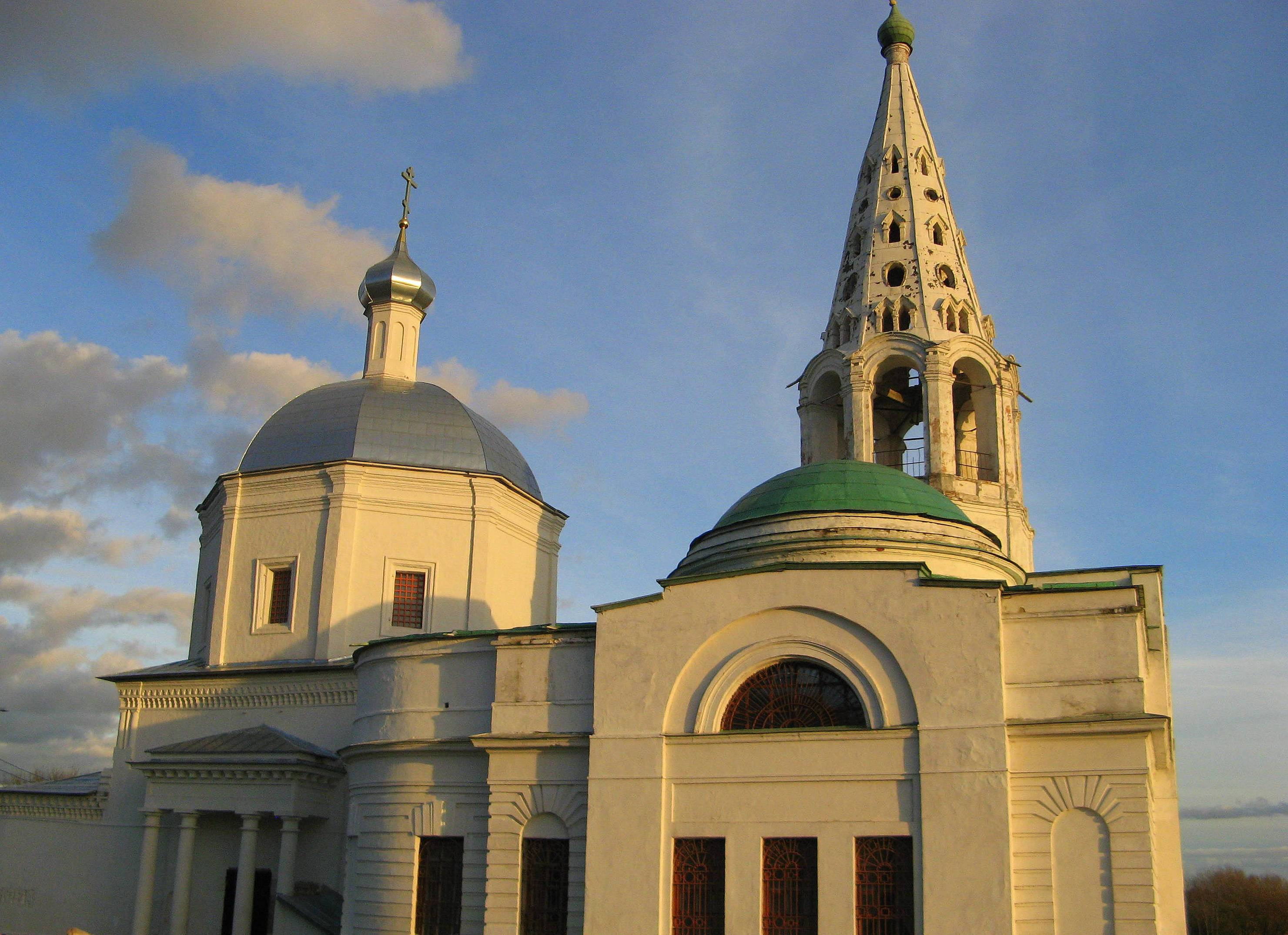
Троицкий собор

- Храм Казанской иконы Божией Матери
- Распятская церковь
- Введенский собор

С 2012 года на территории больницы имени Семашко действует часовня Великомученика Пантелеимона. Также имеются часовни Тихвинской и Иверской Икон Божией Матери.

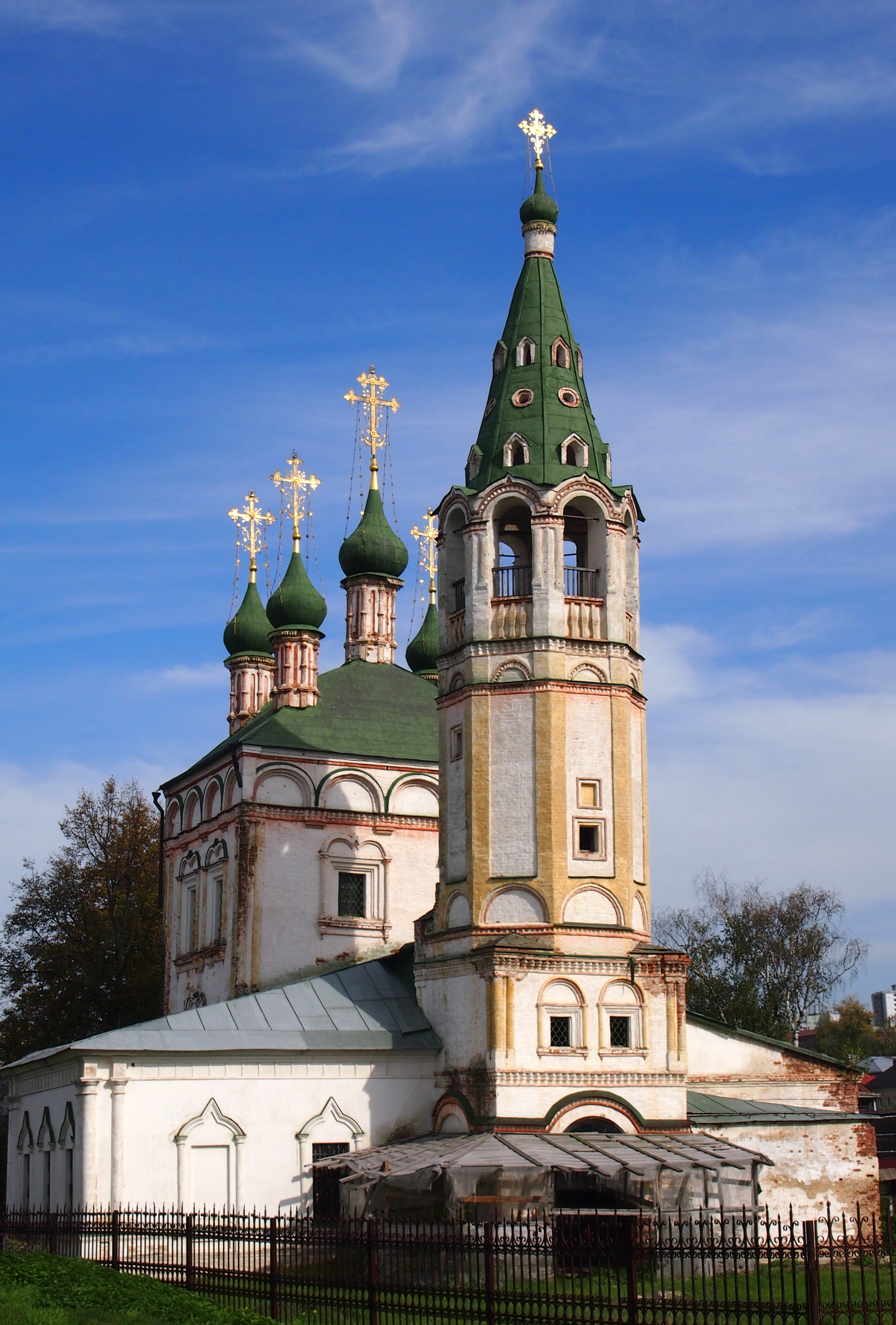
Троицкая церковь
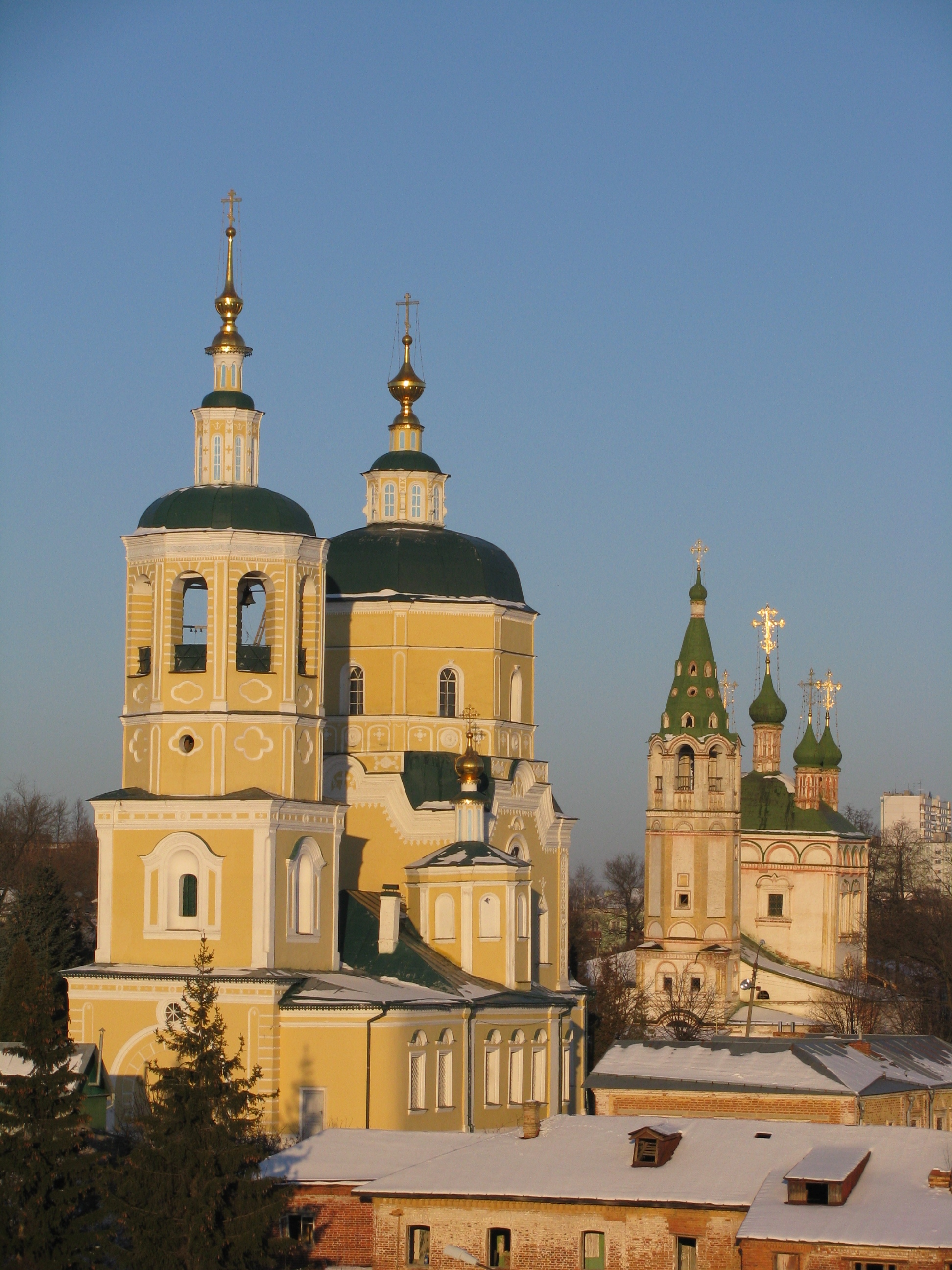
Церковь Ильи Пророка
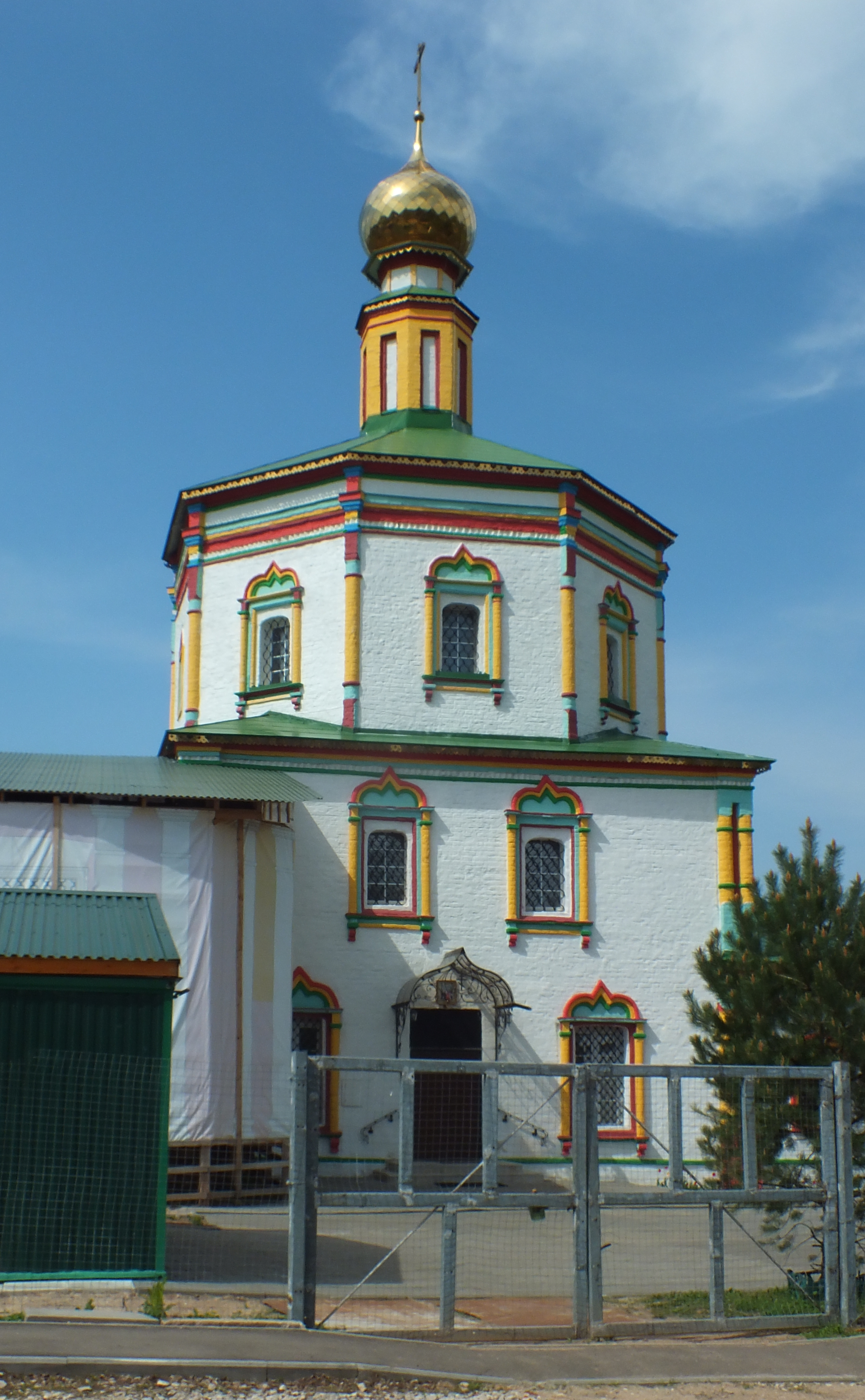
Церковь Сретения Господня
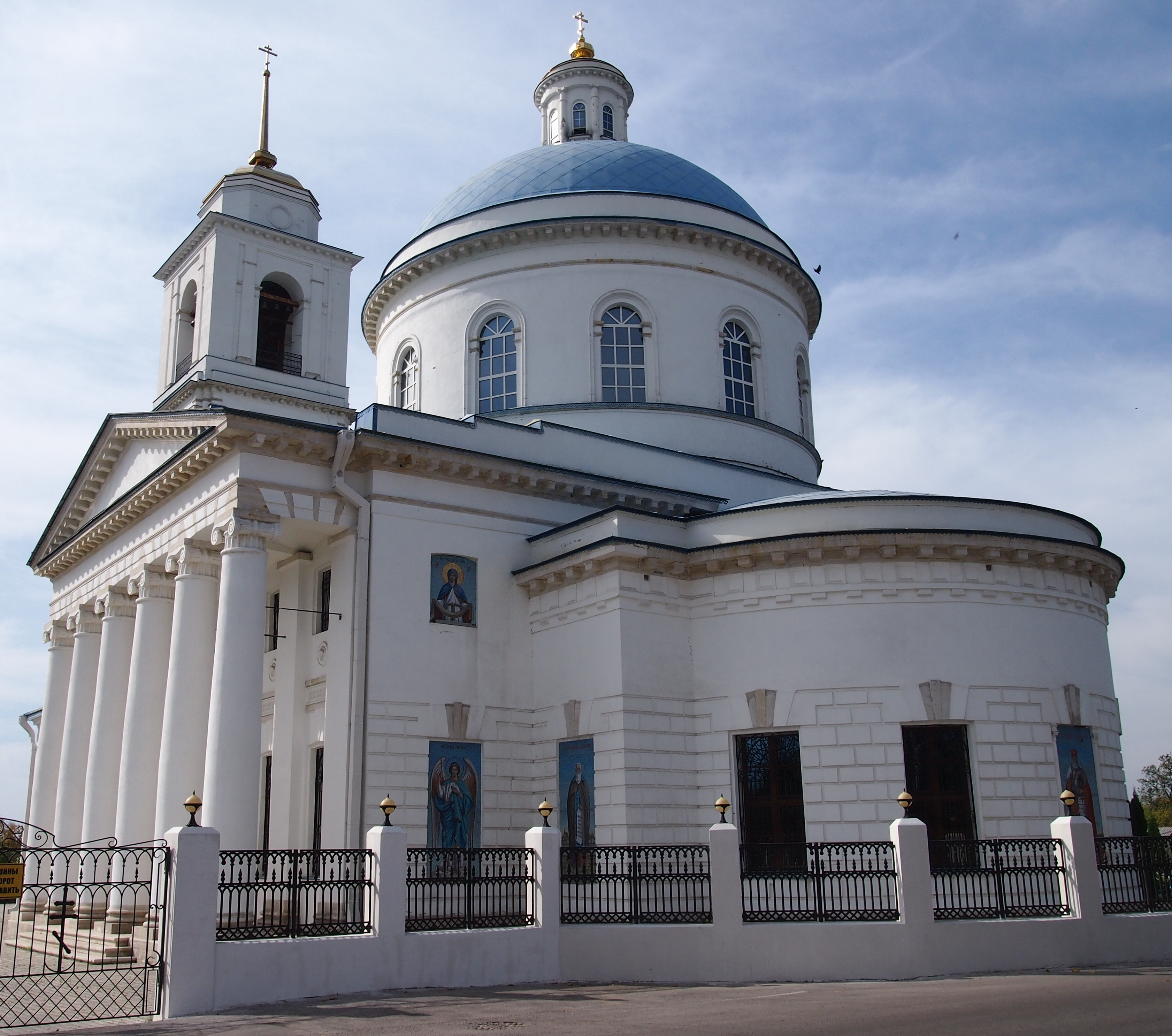
Кафедральный собор Николы Белого
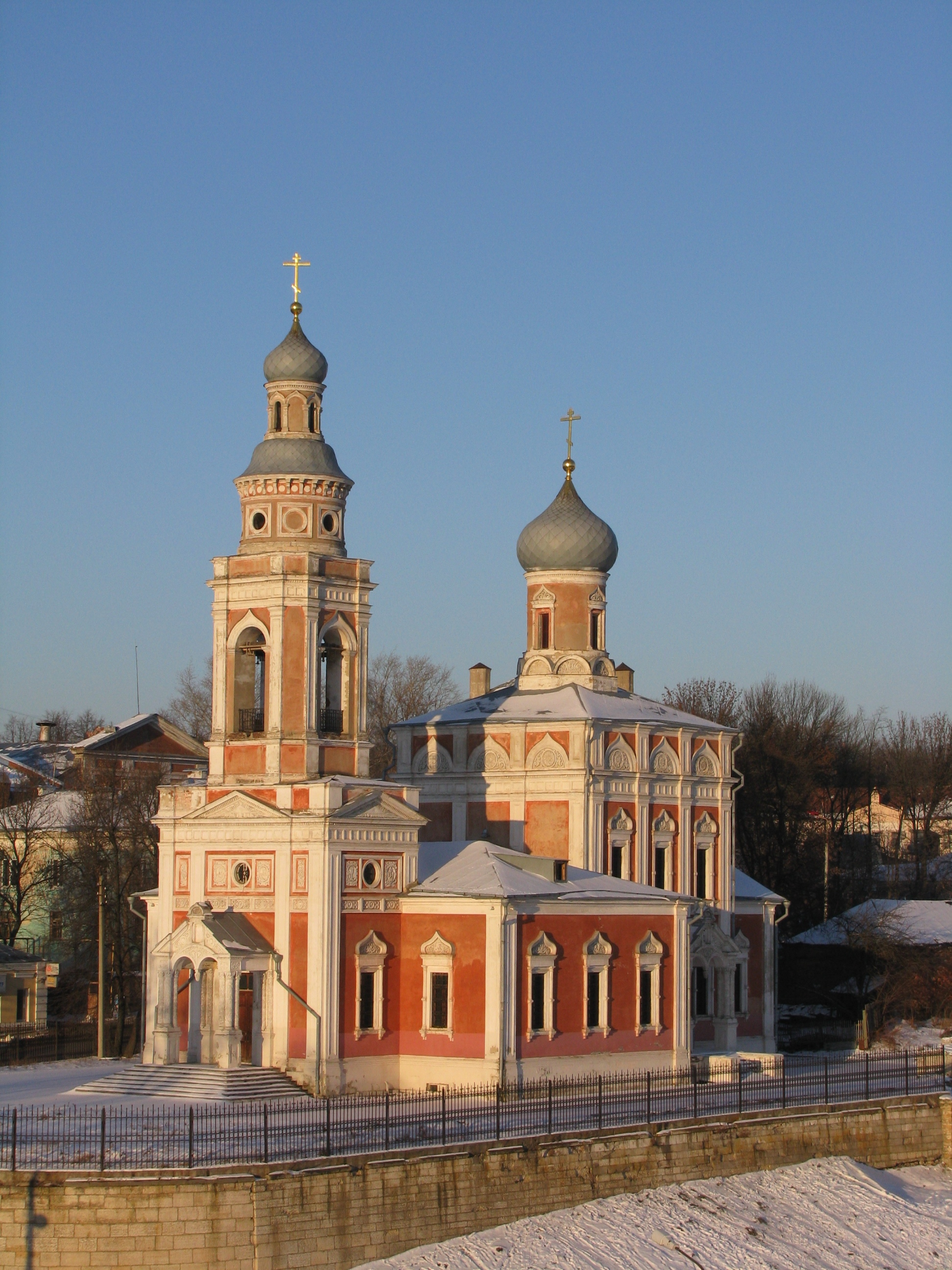
Церковь Успения Пресвятой Богородицы
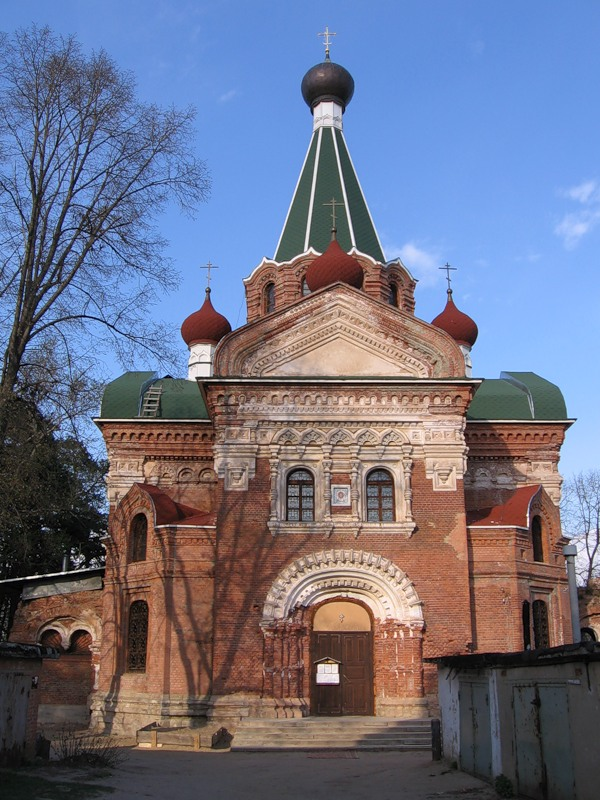
Церковь Спаса Нерукотворного Образа
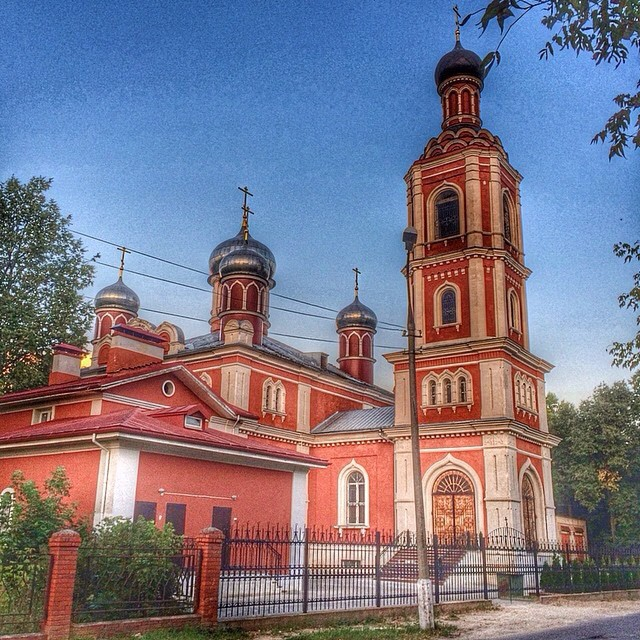
Церковь Всех святых

### Святыни

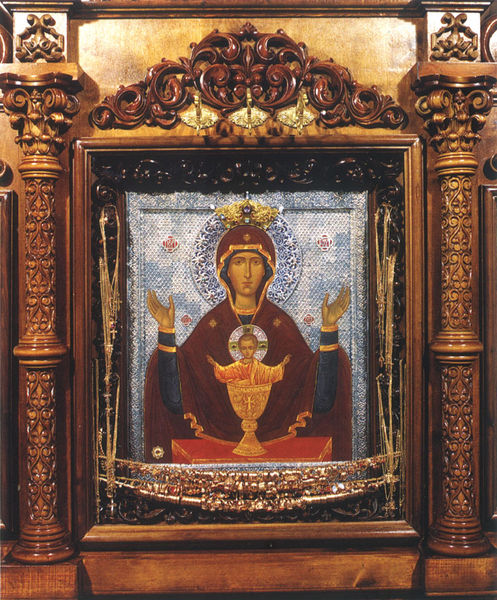
Икона Богоматери «Неупиваемая Чаша»

В Высоцком монастыре Серпухова собрано множество святынь, в том числе около трёхсот частиц мощей святых. Особое место занимает список иконы Божией Матери «Неупиваемая Чаша», который, по мнению верующих, исцеляет от болезненного пристрастия к алкоголю, наркотикам и курению (оригинал, находившийся во Владычном монастыре, был утерян после революции). В Высоцком монастыре почивают также мощи преподобного Афанасия Высоцкого младшего.
Во Владычном монастыре находится гробница преподобного Варлаама Серпуховского.
В 1993 году в Серпухове была явлена[уточнить] икона Богородицы «Поможение родам» (почитается чудотворной). В настоящее время икона находится в кафедральном соборе святителя Николая города Серпухова.
В Серпухове также находится чудотворный список иконы Божией Матери «Взыскание погибших», которая, по преданию, дважды спасала город от эпидемии холеры.

### Другие конфессии
Из представителей других христианских конфессий следует упомянуть церкви: евангельских христиан-пятидесятников, евангельских христиан-баптистов и адвентистов седьмого дня. У ряда этих церквей есть свои дома молитвы.. В ближайшем пригороде Серпухова селе Бутурлино находится мечеть.

## Образование

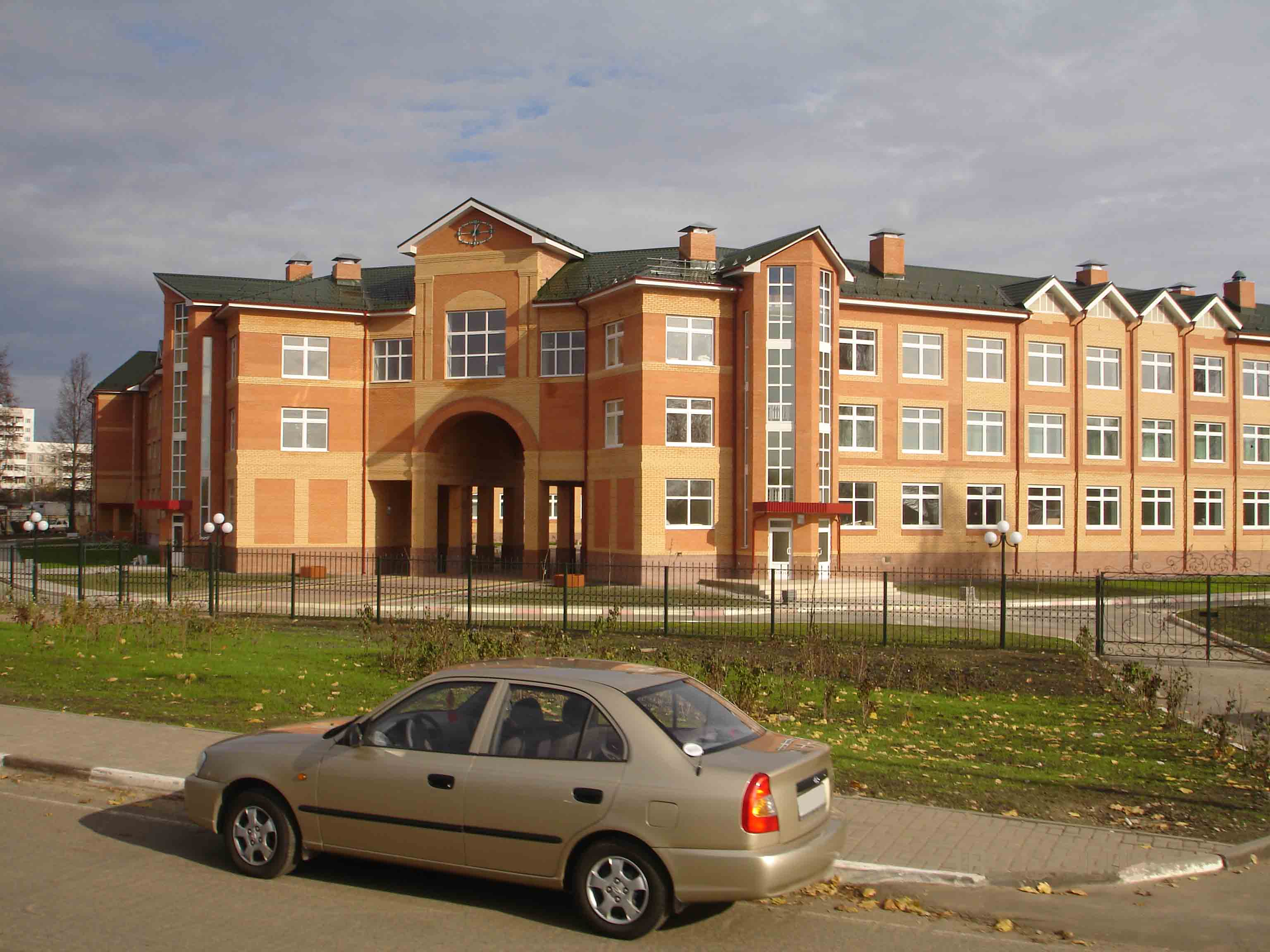
Новое здание школы № 12

### Вузы
Серпуховский военный институт ракетных войск (готовит офицеров для РВСН, за время нахождения вуза в составе РВСН подготовлено около 12 тысяч офицеров-ракетчиков).
«Институт информационных технологий и управления» (негосударственное образовательное учреждение высшего профессионального образования).
Также в Серпухове действуют филиалы следующих столичных вузов:
- Московский авиационный институт (Учебный центр МАИ «Интеграция»)[120]
- Московский государственный университет технологий и управления им. К. Г. Разумовского

### Средние учебные заведения
В городе расположено значительное количество средних профессиональных учебных заведений:
- Губернский профессиональный колледж
- Серпуховский колледж
- Московский областной медицинский колледж № 5
- ПУ-119
- ПУ-19

В городе находится 21 общеобразовательная школа(включая лицей, центр образования, 2 гимназии, в том числе «Православная классическая гимназия во имя преподобного Варлаама Серпуховского»); большое количество детских садов и прочих учреждений дошкольного образования (в том числе муниципальное образовательное учреждение для детей, нуждающихся в психолого-педагогической и медико-социальной помощи, центр диагностики и консультирования «Шанс».

## Медицинские учреждения
В Серпухове расположено значительное число медицинских учреждений:
Государственные клиники:
- Больница им. Семашко
- Серпуховская ЦРБ
- Серпуховская ЦРБ — Инфекционный стационар
- МСЧ № 8[124]
- Роддом
- Детская городская больница
- Кожно-венерологический диспансер
- Наркологический диспансер
- Противотуберкулезный диспансер

Частные клиники:
- «Клиника микрохирургии глаза»[125]
- Диализный центр «Нефролайн»[126]
- Медицинская клиника «АксиоМед»[127]
- «Центр Восстановительной Медицины»[128]
- «Мед престиж»[129]
- Медицинский центр «Тропикана»[130]

## Экономика

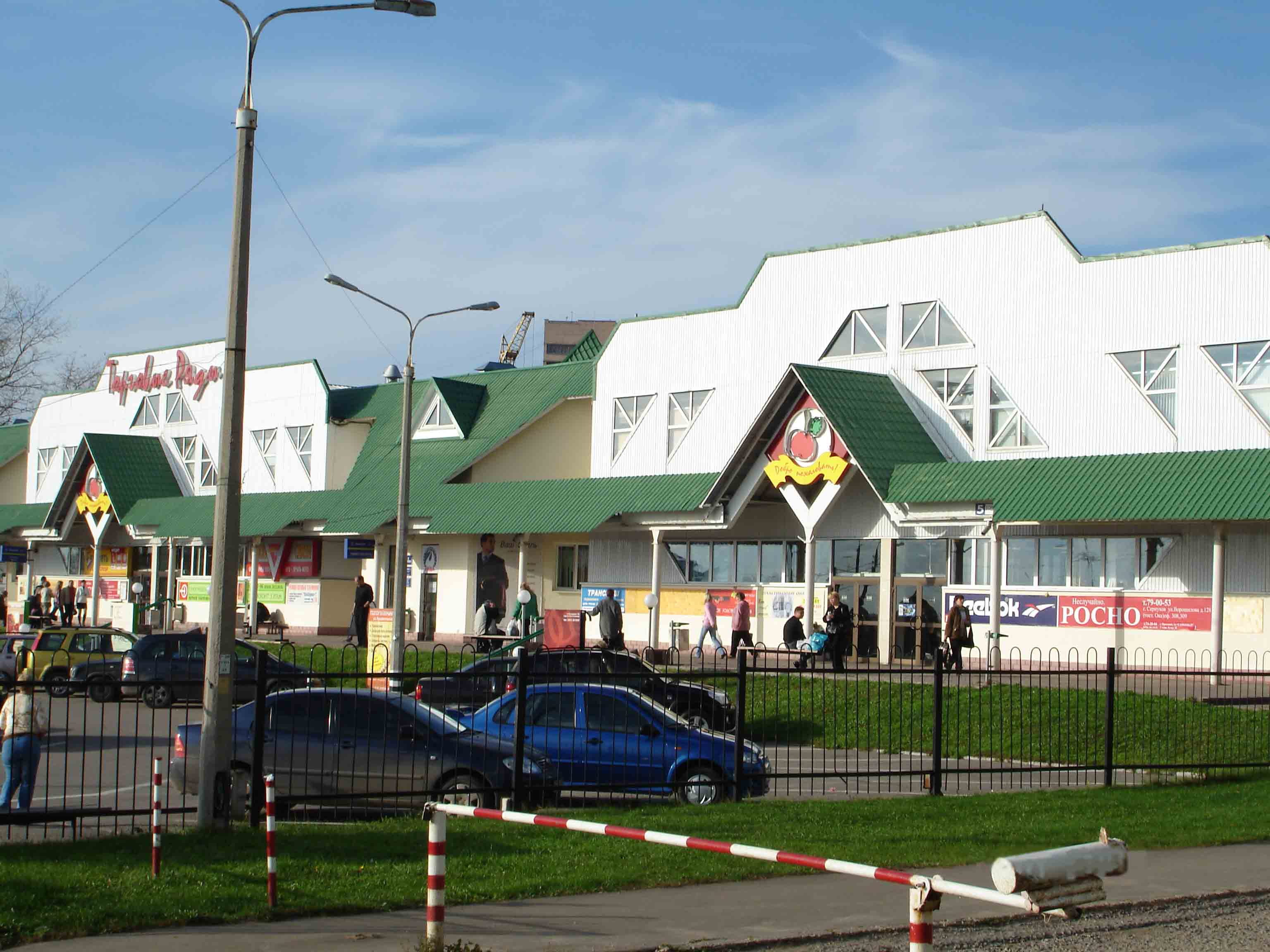
Центральный рынок в будний день

### Муниципальный бюджет
Бюджет муниципального образования Серпухов за 2021 год исполнен по доходам в общей сумме 8,9 млрд рублей, по расходам — в сумме 9,3 млрд рублей.

### Занятость
Средняя зарплата в Серпухове за 2022 год ‒ 47 923 рубля.

Старая водонапорная башня

Численность занятых в экономике — 54,5 тыс. человек или 43 % от общей численности населения города, из них 20 тыс. человек работают на крупных и средних предприятиях, остальные на предприятиях малого бизнеса, по найму у физических лиц, осуществляющих предпринимательскую деятельность без образования юридического лица, либо заняты в личных подсобных хозяйствах.
Следует отметить высокую долю населения Серпухова, занятую в экономике Москвы, обеспечивающую существенную маятниковую миграцию, сальдо которой составляет −5,8 тысячи человек.

### Промышленность
На территории города Серпухова действует порядка 150 крупных и средних предприятий и организаций во всех сферах экономики, более 1600 — организаций малого бизнеса (включая микропредприятия). Промышленные предприятия города производят электродвигатели различного назначения, электрические машины малой мощности, гироскопические приборы и изделия точной механики для навигационных систем, систем ориентации и стабилизации летательных аппаратов, химические волокна и нити, теплоизоляционные материалы, железобетонные изделия, металлоконструкции, системы охранной сигнализации, конденсаторы, медицинскую технику, продукты питания. В СССР получил известность местный машиностроительный завод «Металлист», помимо продукции оборонного значения, выпускавший с 1975 года популярные бытовые пылесосы марки «Тайфун».
За 9 месяцев 2015 года крупными и средними предприятиями обрабатывающих производств отгружено товаров собственного производства в фактических ценах на сумму 13255,3 млн руб., что на 14 % больше, чем за аналогичный период прошлого года.
Строительный комплекс Серпухова насчитывает около 52 строительных организаций, в том числе более 40 малых предприятий, занимающихся проектированием, промышленным, жилищно-гражданским и коммунальным строительством. Площадь застроенных земель составляет 2,24 тыс. га, из них под производственные объекты занято 26 %, под жильё — 65 %. Жилой фонд Серпухова представлен более чем 1136 многоквартирными домами, общей площадью более 3319086,22 м².

### Транспорт
Серпухов выгодно располагается на пересечении транспортных путей и обладает развитой инфраструктурой. Серпуховский транспортный узел сосредотачивает в себе железнодорожные, автомобильные и водные пути, что позволяет обслуживать местные и транзитные перевозки.
Железнодорожный транспорт
Через Серпухов проходит железнодорожная магистраль Курского направления МСК (Московской железной дороги) Москва (Курский вокзал) — Белгород, (и проходит дальше на Украину), на которой в черте города расположены:

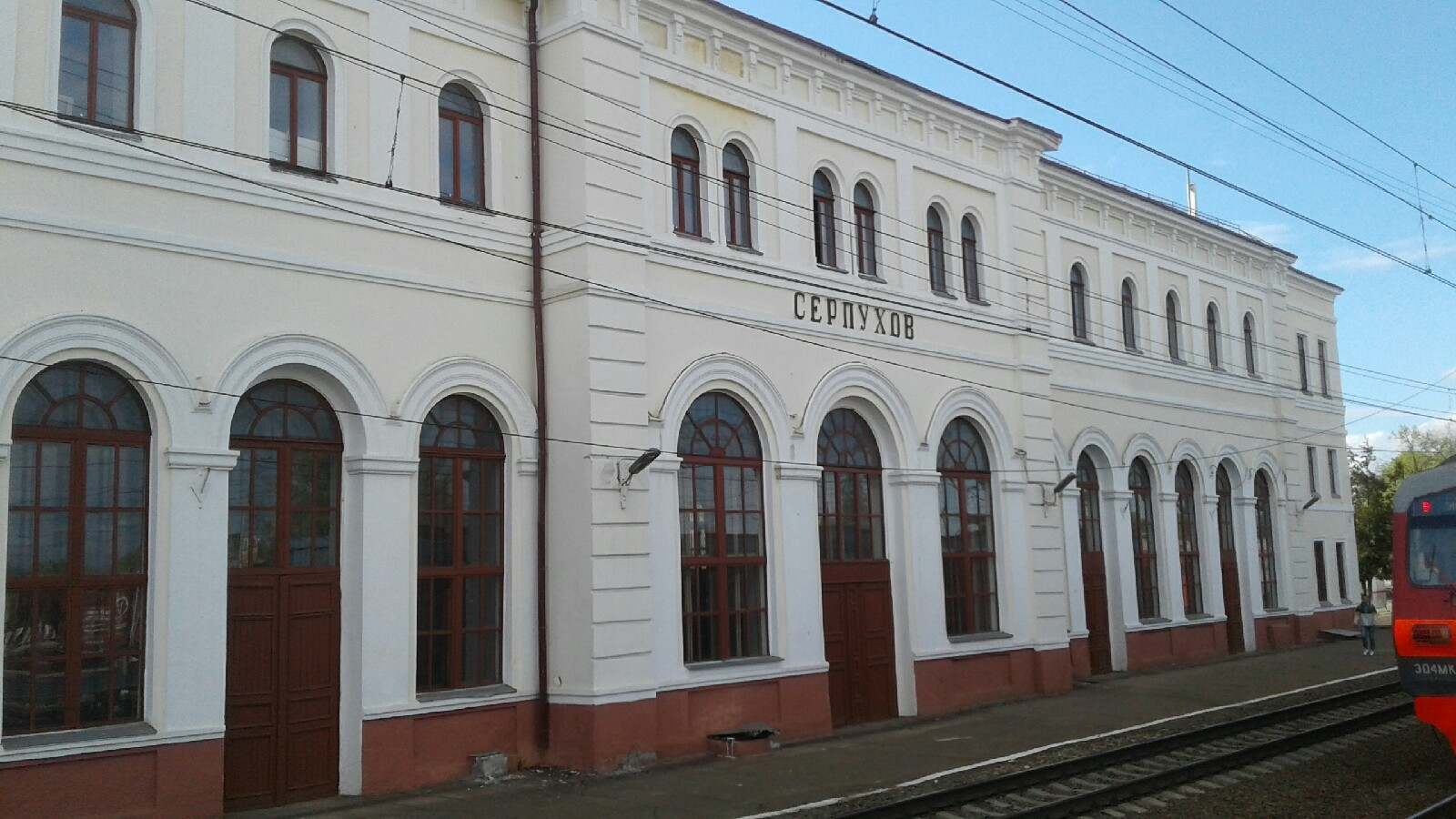
Серпухов. Здание железнодорожного вокзала

- Серпухов. Здание железнодорожного вокзалажелезнодорожная станция Серпухов, открытая в 1865 году.
- железнодорожная платформа Ока[134], на которой делают остановку ежедневно 7 пар электропоездов в сутки, и 1 пара электропоездов дополнительно по выходным дням (по состоянию на июль 2015 года).

Часть поездов на Москву идёт до станции Царицыно, где находится пересадка на одноимённую станцию метро (время в пути — 1 ч 27 мин в среднем на обычном электропоезде, 1 час 9 минут на экспрессе). Имеется также прямое железнодорожное сообщение с Красногорском, Истрой, Волоколамском, ст. Шаховская.
Железнодорожное сообщение с Тулой развито слабее. Среднее время в пути до Московского вокзала — 1,5 часа.
На станции находится старинное здание вокзала дореволюционной постройки. На площади у станции Серпухов находится городской автовокзал, от которого отправляется большинство городских, пригородных и междугородних маршрутов автобусов.
От железнодорожной станции Серпухов выходят 2 неэлектрифицированные железнодорожные линии, обслуживающие промышленные предприятия — одна на станцию «Пост 4-й км», другая на станцию ППЖТ. Станция Пост 4-й км является небольшой узловой станцией, от которой помимо ответвлений на промышленные предприятия выходят ещё две неэлектрифицированные железнодорожные линии — одна на станцию Серпухов-2, другая в город Протвино. Станции Серпухов-2 и ППЖТ обслуживают только промышленные предприятия. В настоящий момент станция «Пост 4-й км» обслуживает ЗАО «Роллтон», ФГУП «75-й арсенал» Министерства обороны Российской Федерации, ООО «Экоресурс». Железная дорога в Протвино — Транспортно-производственная компания «ПромТехДепо». Станция Серпухов-2 обслуживает угольный склад. Станция ППЖТ обслуживает 250-й завод ЖБИ, ЗАО «Седо», нефтебазу «Ока-Ойл», ЗАО «Керамзит», ЗАО «Бетонтранссервис», предприятия вторчермета на Борисовском и Окском шоссе. Все вышеперечисленные предприятия работают. Погрузка-выгрузка железнодорожных вагонов, по данным на 2015 год, осуществляется регулярно.
Автомобильный транспорт
Непосредственно рядом с городом пролегают автомагистраль М2 «Крым» и трасса А 108 «Московское большое кольцо», недалеко проходят автомобильные дороги федерального значения М4 «Дон» и М3 «Украина».
В Серпухове и районе насчитывается около 600 километров автомобильных дорог общего пользования. Основным перевозчиком пассажиров как на городских, пригородных, так и на междугородных маршрутах является автоколонна 1790 ГУП МО «Мострансавто». Также в городе работают коммерческие автотранспортные предприятия. Всего в Серпухове насчитывается 25 городских автобусных маршрутов. Автовокзал станции Серпухов является конечной остановкой и остановкой отправления для большинства маршрутов.
Сбалансированно развита сеть междугородных автобусных маршрутов, включающая помимо Москвы и Тулы множество небольших городов и посёлков из соседних с Серпуховским районом Московской, Калужской и Тульской областей.
В Серпухове развита сеть таксомоторных фирм.
Обслуживанием муниципальных дорог и дорог межмуниципального значения занимаются предприятия ООО «Серпуховское ДРСУ» и ГУП «Серпуховский Автодор» соответственно. В автомобильном транспорте Серпухова сконцентрированы основные грузоперевозки — на него приходится 97 % всех грузов, на железную дорогу — около 3 %.
Наиболее интенсивное автомобильное движение характерно для следующих улиц города: ул. Ленинского Комсомола, Московское шоссе, ул. Советская, ул. 1-я Московская, ул. Чернышевского, Борисовское шоссе, ул. Ворошилова, ул. Оборонная, Окское шоссе, Северное шоссе. Пиковые нагрузки возникают в утренние (выезд из города) и вечерние часы (въезд в город).
Водный транспорт
В городе присутствует предприятие ОАО «Порт Серпухов», являющееся дочерней фирмой «Московского речного пароходства». Порт основан в 1858 году и расположен на реке Наре в двух километрах от её впадения в Оку. Осуществляет пассажирские и грузовые перевозки. Основные линии пассажирских перевозок: Серпухов — Сады, Серпухов — Поленово, Серпухов — Таруса, Серпухов — Велегож. По официальным данным пароходства, годовой пассажиропоток составляет около 30 тысяч человек.
Порт осуществляет добычу минеральных строительных материалов (гравия, песка, грунтов) в акватории Оки. Выполняет погрузочные и разгрузочные работы, перевозку грузов. Обслуживает три участка:
- Алексинский;
- Серпуховский;
- Каширский.

Объём грузоперевозок составляет более 2 миллионов тонн (на 2007 год).

### Торговля
В Серпухове присутствуют магазины общероссийских торговых сетей: «Карусель», «Перекрёсток», «Пятёрочка», «Магнит», «Дикси (сеть магазинов)», «МЕТРО Кэш энд Керри», «супермаркет Billa», «Atac», «Лента (супермаркет и гипермаркет)», «Верный», «Красное & Белое», «Евросеть», «Связной», «М.Видео», «Эльдорадо», «Техносила», «DNS», «Детский мир», «Спортмастер», «Л’Этуаль»; магазины местных торговых сетей «Тагет», «Браво».. Также в городе работают пункты выдачи заказов интернет-магазинов: «Ситилинк», «Юлмарт», «Ozon.ru», «Wildberries», «ОНЛАЙН ТРЕЙД.РУ», «ВсеИнструменты.ру», «Forum3.ru» и другие. В городе работают несколько пунктов службы доставки для интернет-магазинов и компаний дистанционной торговли «Boxberry».
В городе находятся три крупных торгово-развлекательных центра:
- «Korston Club Hotel Serpukhov»[142] (входит в сеть Korston Club Hotel).
- «Б-класс»[143]
- «Атлас»[144]

В городе открыты официальные представительства компаний АвтоВАЗ и Ниссан.
В Серпухове действуют сети ресторанов быстрого питания: 4 ресторана «Вкусно и точка», 3 Burger King и 2 KFC. Есть также несколько пиццерий: «Додо Пицца», «La pizzeria», «IL Патио», «Bella Vita», «Pazzo», «Pizza Express 24».
Кроме этого имеется множество разнообразных кафе, баров, столовых и блинных, вот некоторые из них: кафе «Крошка Картошка», кафе «Веранда в Парке», сладкое кафе «Винцек», домашнее кафе «Баба Уля», городское кафе «Овсянка», кафе паназиатской кухни «МО», суши-бары: «Токоро», «Минаки», чайная «Матрёна», гриль-бургерная «Прожарка», трактир «Русь», сеть блинных «Три сковородки», кофейный бар «COFFE WAY», кафе Bellissimo, «Куманец», «Старый дворик», «Прованс», «Рандеву», «Аншлаг», «Очаг», «Четыре сезона», «Sweet Waffles», кофейни «Coffemirov», Cofix и др.
В городе также есть и ряд ресторанов, таких как: «Себастия», «Ферма», «Фабрикант», «Мамина квартира», «Zlata Praha», «Фасоль», «Кинто», «Михайловский», «Анталия», «Le buffet», «Extra Lounge», «Дворянский», ресторан японской кухни «Планета суши», итальянский ресторан «EVOO», и др.
| Потребительский рынок (по крупным и средним предприятиям) за 1 полугодие 2015 г. |        |
| Объём розничного товарооборота в действующих ценах, млн руб.                     | 4007,5 |
| Объём платных услуг населению в действующих ценах, млн руб.                      | 2356,7 |

## Связь

### Сотовая связь
Сотовые операторы:
- МТС
- МегаФон
- Билайн
- Скай Линк
- Йота
- Теле2

## Средства массовой информации
Из местных средств массовой информации долгое время присутствовала лишь газета «Коммунист», впоследствии переименованная в «Серпуховские Вести». Бурное развитие СМИ началось в 1990-е гг, когда открылось значительное количество новых печатных изданий, местное телевидение, в 2000-е годы пришло время радиостанций. С 2004 по 2019 год в городе еженедельно выходила газета «Ока-инфо».

### Телевидение
- Телеканал РЕН ТВ Серпухов[148] — транслируется по кабельному телевидению в Серпухове и Пущино. Во втором мультиплексе цифрового эфирного ТВ на 58-м дециметровом канале телеканал РЕН ТВ транслируется без серпуховских вставок (новостей, рекламы).
- В городе вещает Серпуховский филиал «360°» (ранее «Телевидение Серпухова», затем «Телевидение и Радио Серпухова» — ТВиРС), транслируется только по кабельному ТВ.
- «Про-ТВ» — транслируется только по кабельному ТВ.
- Телеканал ТНТ/«Окно» — транслируется по кабельному телевидению. Во втором мультиплексе цифрового эфирного ТВ на 58-м дециметровом канале телеканал ТНТ транслируется без серпуховского телеканала «Окно», и других серпуховских вставок (новостей, рекламы).
- Телеканал СТС — транслируется по кабельному телевидению. Во втором мультиплексе цифрового эфирного ТВ на 58-м дециметровом канале телеканал СТС транслируется без серпуховских вставок (рекламы).
- Телеканал ОТВ Серпухов — транслируется только по кабельному телевидению[149].

В городе вещает первый и второй мультиплексы цифрового эфирного телевидения на 59-м и 58-м дециметровых каналах (778 МГц) и (770 МГц), которые включают в себя 20 федеральных государственных телеканалов и 3 федеральные радиостанции.

### Радиовещание
- 87,7 FM — Дорожное радио
- 88,1 FM — Русское радио
- 88,5 FM — Радио Дача (Высокие Дворики)
- 90,1 FM — Юмор FM
- 90,5 FM — Радио ENERGY (Высокие Дворики)
- 91,5 FM — Love Radio
- 92,3 FM — Радио Ваня (Высокие Дворики)
- 93,0 FM — Детское радио (Высокие Дворики)
- 97,4 FM — Вести FM
- 97,8 FM — Радио России / Радио 1
- 98,2 FM — Вести FM / Радио 1
- 98,6 FM — Новое радио
- 99,0 FM — Comedy Radio
- 99,4 FM — Радио Русский Хит
- 99,9 FM — Радио Маяк
- 100,7 FM — Радио Шансон
- 102,4 FM — Радио 7 на семи холмах (Высокие Дворики)
- 102,9 FM — Хит FM
- 104,0 FM — Радио России / Радио 1
- 105,0 FM — Ретро FM
- 105,5 FM — Авторадио
- 106,0 FM — Наше радио
- 107,2 FM — Европа Плюс (Высокие Дворики)

### Газеты
В Серпухове издаются газеты, распространяемые по подписке:
- «Ока-инфо»[151], тираж 9000 экземпляров (не издаётся)
- «Серпуховские вести»[152], тираж 9000 экземпляров (не издаётся)
- «Совет», тираж 6500 экземпляров (не издаётся)
- «Московский комсомолец в Серпухове»
- «Моя информационная газета. Южное Подмосковье»[153], тираж 6000 экземпляров
- «Мы и город. Неделя»[154], тираж 35 000 экземпляров (не издаётся)
- «Окский Курьер», тираж 10 000 экземпляров (не издаётся)
- «Народный наблюдатель Подмосковья»[155] (не издаётся)
- «Совершенно бесплатно» (не издаётся)
- «Zevs-News», тираж 1000 экземпляров (не издаётся)
- «Городской Микс» информационная газета, еженедельный тираж 7000, распространяется бесплатно (не издаётся)
- «Выбирай в Серпухове», тираж 21 000 экземпляров, распространяется бесплатно[значимость факта?]

## Спорт
Спортивные сооружения Серпухова:
- стадион «Труд»[156]

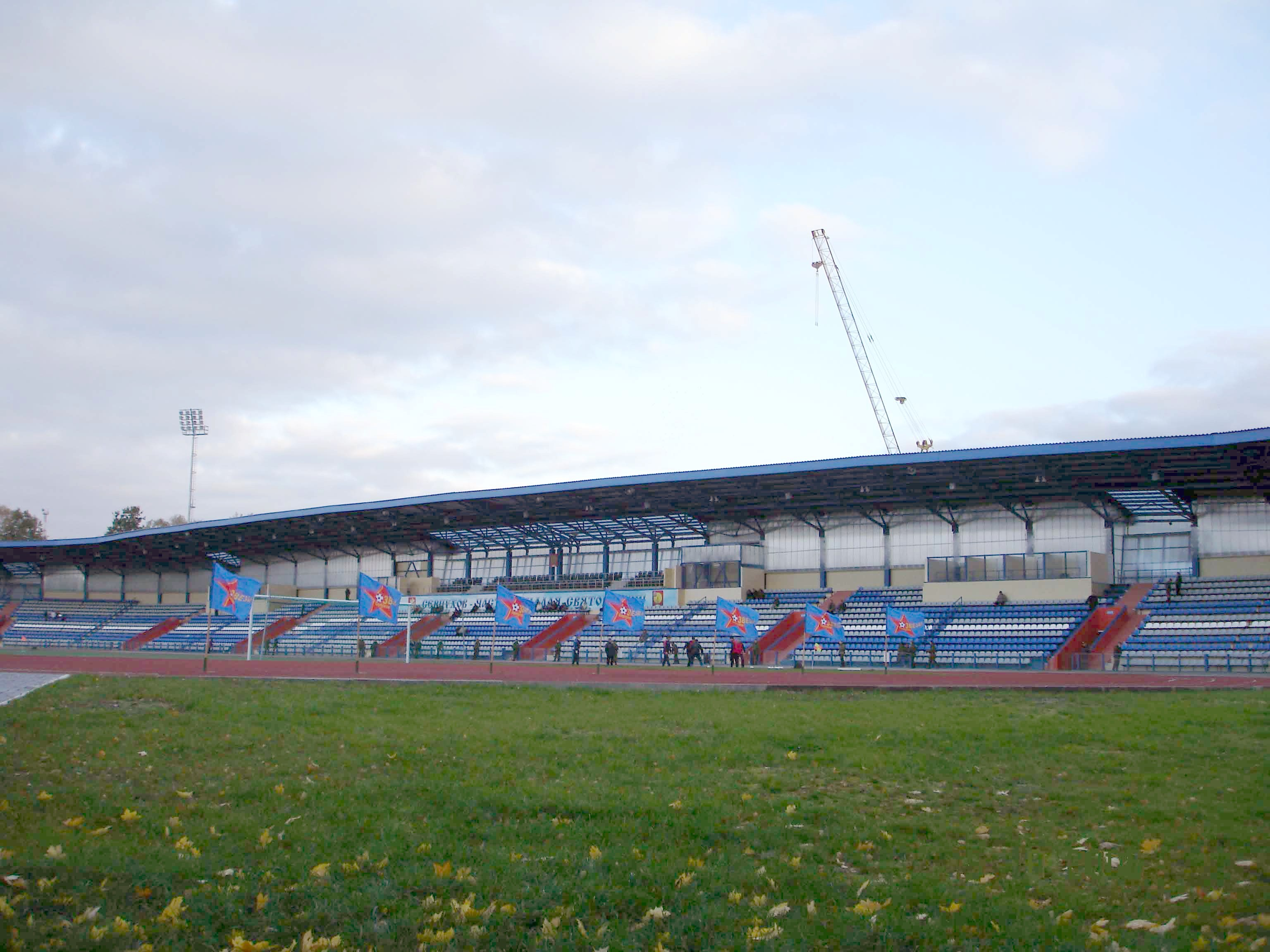
Стадион «Труд». Вид на трибуну и поле

- стадион «Спартак» (на реконструкции)
- стадион «Старт»
- Дворец спорта «Олимп»[157] (с бассейном)
- Спортивный центр «Тайфун»[158]
- Физкультурно-оздоровительный комплекс (ФОК) «Русский медведь».[159]
- Ледовая арена[160]
- Аквапарк[161]

В городе существует множество спортивных секций, любительских и профессиональных клубов.
В Серпухове базировался профессиональный футбольный клуб Второго дивизиона, зоны «Центр», «Звезда» Серпухов. ФК «Звезда» выступала на стадионе «Труд». «Труд» был реконструирован (по сути, отстроен заново) и открыт в июне 2005 года. Он вмещает 5300 зрителей, имеет поле с искусственным покрытием, систему освещения, общая площадь комплекса 29591 м².

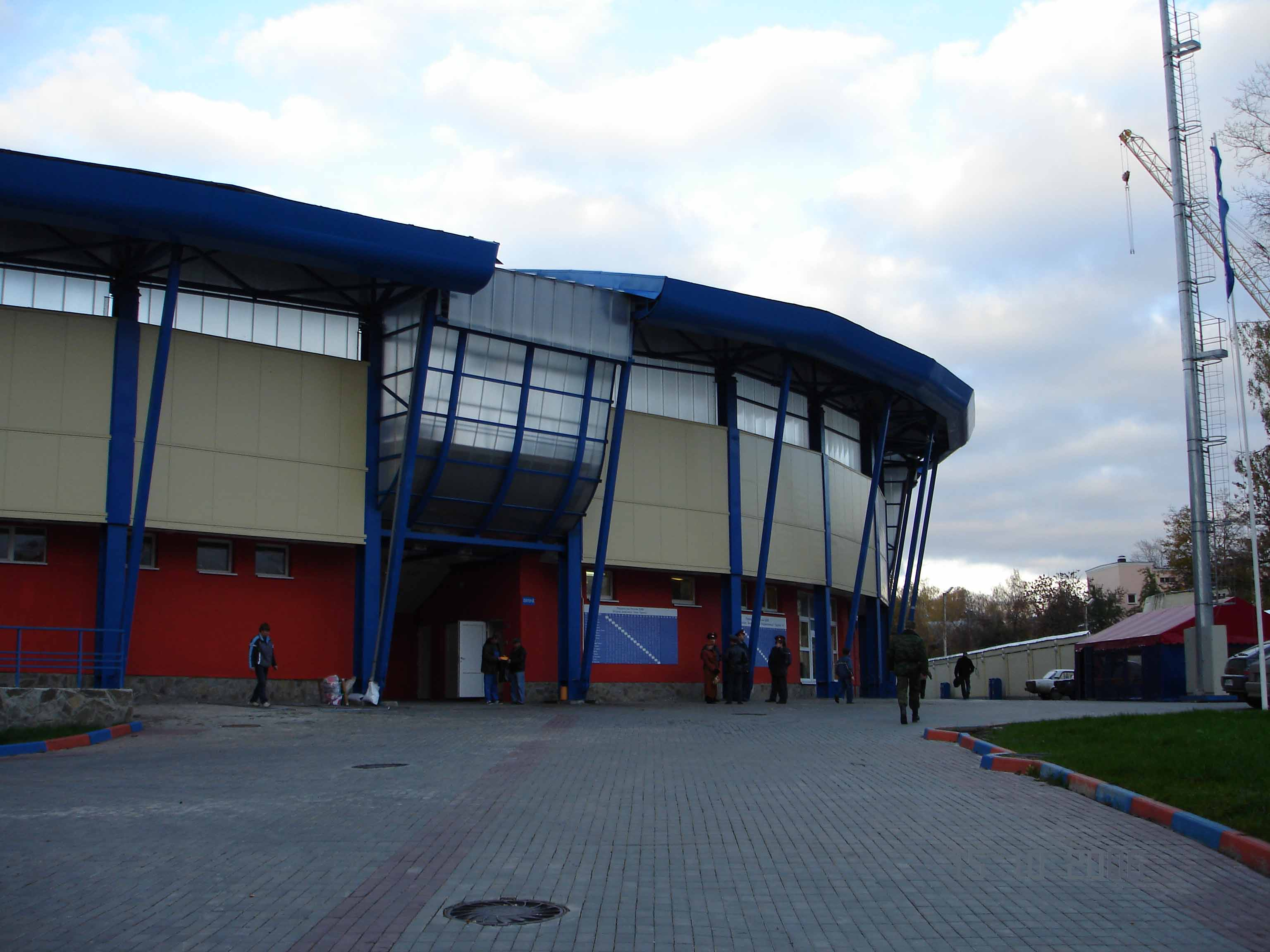
Стадион «Труд». Вид снаружи

Другие стадионы — «Спартак» и «Старт» — расположены в городском бору и используются для проведения местных и региональных турниров. Старейшей городской ареной является «Спартак», на месте которого ещё в 1910 году появилось первое в городе футбольное поле стандартных размеров. На стадионе «Спартак» проводил свои домашние матчи первенства России во втором дивизионе дублирующий состав московского «Динамо». Также здесь играли участвовавшие в первенстве КФК любительские команды ФК «Серпухов», ФК «Истра», ФК «Талант».
Также в Серпухове имелся ещё один футбольный клуб — «Локомотив-М», провёл один сезон (2005) на профессиональном уровне, во Втором дивизионе.
Город представлен баскетбольным клубом «Звезда» в первенстве Московской области.
Так же в городе действует Серпуховский детско-юношеский спортивный клуб олимпийского резерва по волейболу, в данный момент перенесённый в зал (ФОК) «Русский медведь», и представляющий город на чемпионате Московской области.
Значительной популярностью пользуется борцовский клуб «Русский медведь». В области авиаспорта своими достижениями славится Серпуховский АСК имени Орлова.
Также город Серпухов знаменит среди радиолюбителей. В Серпухове действует Радиоклуб «Московия», который занимается подготовкой юных радиоспортсменов.
Для активной молодёжи в Серпухове с 2006 года проводятся мероприятия «стритчеллендж», командные соревнования на автомобиле с элементами поиска, проявления креатива и ориентирования на местности.

## Туризм
Основные туристические маршруты Серпухова охватывают Соборную гору с остатками стен кремля, Серпуховский историко-художественный музей, Высоцкий и Владычный монастыри, посадские церкви, Музейно-выставочный центр, расположенные в Серпуховском районе Приокско-Террасный заповедник зубров, страусиную ферму в деревне Старые Кузьмёнки, Кислородный курорт «Парк-отель Дракино» и историческая площадка «Остров Дракино». В Серпухове есть две современные велодорожки. Ведётся строительство первой в городе набережной.[значимость факта?]

## Почётные граждане Серпухова[164]
- Будённый Семён Михайлович — приказ о создании 1-й конной Армии и назначении Будённого её командующим был подписан в Серпухове.
- Зашибалов Михаил Арсентьевич — в 1941 году принял командование 60-й стрелковой дивизией в составе 49-й Армии генерала Захаркина под Серпуховом.
- Шумский Александр Александрович — командовал одним из полков 49-й Армии.
- Камчатов Борис Алексеевич — в апреле 1942 года, как только фашистские оккупанты были отброшены от города, Камчатов возглавил Городской театр и Парк культуры и отдыха.
- Палаженко Василий Емельянович — политрук 160-го разведывательного батальона 5-й Гвардейской дивизии отличился при обороне Серпухова, прошёл войну до Берлина.
- Орлов Александр Иванович — герой Советского союза, пилот, войну встретил под Гродно, 22 июня 1941 года сбив свой первый вражеский самолёт. Участвовал в боях на Волге, Курской дуге, сражался за Одессу, Кишинёв, дошёл до Берлина. Им сбито 22 вражеских самолёта, совершено 629 боевых вылетов.
- Ткаченко Алексей Иванович — участник обороны Москвы, ветеран Вооружённых Сил, возглавлял кафедру физподготовки и спорта в Серпуховском военном училище. Имеет 19 правительственных наград, «Орден Красной Звезды» и орден «Отечественной войны II степени».
- Агеева Муза Владимировна — в течение 50 лет занималась музыкальной и педагогической деятельностью, 25 из них — в детской музыкальной школе № 1. На пенсии продолжила творческую деятельность как композитор: ею написаны песни о Серпухове, его жителях, создан вокальный класс для одарённых людей.
- Трещалина Вера Ивановна — ветеран Великой Отечественной войны. Старейший педагог Серпухова. Отмечена наградами: орден Октябрьской революции, медали «За оборону Москвы», «За доблестный труд в годы Великой Отечественной войны 1941—1945 годов», «Отличник народного образования».
- Головлёв Семён Иосифович — педагогическому труду Семён Иосифович отдал около 50 лет своей жизни, награждён многочисленными наградами. Тридцать четыре года проработал директором средней школы № 13.
- Егоров Алексей Филиппович — участник Великой Отечественной войны. В 1948 году был направлен на работу в Серпуховский ОВД, где проработал 33 года, более 20 из которых — начальником отдела внутренних дел.
- Кудряков Сергей Николаевич — в 1969 году был избран председателем исполкома города Серпухова. За большие заслуги в развитии спорта и физической культуры С. Н. Кудрякову было присвоено звание «Заслуженный работник физической культуры РФ».
- Юденко Дмитрий Захарович — участник Великой Отечественной войны, разведчик, кавалер шести боевых орденов. Участвовал в обороне Серпухова под деревнями Кузьменки, Кремёнки.
- Алексеева Юлия Михайловна — с 1990 года заведующая кардиологическим отделением МУЗ ЦРБ Серпухова. Под её руководством разработаны единые рекомендации по обследованию и лечению больных с сердечно-сосудистыми заболеваниями. Она первая освоила и внедрила передовую методику лазерной терапии и эхокардиографии.
- Чистов Александр Николаевич — за работу в области спорта присвоены звания «Заслуженный работник физической культуры России», «Отличник физической культуры и спорта». Тренер — преподаватель высшей категории, судья Республиканской категории.
- Елистратова Раиса Васильевна — работала в системе здравоохранения с 1948 года. С 1971 года — директор серпуховского медучилища. По инициативе Раисы Васильевны в Серпуховском медучилище, в одном из первых, введено обучение по новым учебным программам по специальностям: «Лечебное дело», «Сестринское дело», «Фармация». Гордостью учреждения стал созданный по её инициативе Музей боевой и трудовой славы училища.
- Козьмина Алла Александровна — с 1965 года работает в профессиональном училище № 55, с 1980 года — бессменный руководитель. В 2001 году училище преобразовано в колледж.
- Лысиков Александр Иванович — с 1985 года — директор педагогического училища. Имеет звание «Заслуженный Учитель России», академик Международной педагогической академии, лауреат премии Губернатора МО, «Заслуженный работник образования Московской области».
- Шолохов Владимир Алексеевич — с 1971 года — главный инженер Серпуховского треста газового хозяйства. С 1986 — управляющий. Будучи руководителем треста газового хозяйства, он в тяжёлые для промышленности 90-е годы помогал выживать нашим предприятиям, не прерывая (несмотря на долги) их газоснабжение.
- Медведева Галина Кузьминична — с 1986 года — директор коррекционной школы Серпухова. Педагогический коллектив дважды становился коллективом года, лауреатом Всероссийского конкурса «Трудовая слава России-2000», в 2006 году вошёл в пятёрку лучших образовательных учреждений области, а Галина Кузьминична становилась руководителем года.
- Телегин Владимир Григорьевич — с 1966 года работал учителем истории и физкультуры в школе № 10. С 1977 по 2007 год — директор школы.
- Дружинин Борис Евгеньевич — с 1977 года — учитель школы № 6. На протяжении всей педагогической деятельности прививает любовь детям к древней, полезной игре в шахматы.
- Касминин Борис Викторович — с 1985 года возглавляет ЗАО "АК «СМЗ». Начиная с 1987 года Борис Викторович совмещал свою работу с серьёзной общественной нагрузкой. Был заместителем, а потом Председателем Совета директоров г. Серпухова. Позднее Президентом «Ассоциации промышленников и предпринимателей г. Серпухова», неоднократно избирался депутатом Городского Совета.
- Ванюшин Владимир Михайлович — за время его руководства Серпуховским узлом электросвязи была произведена полная реконструкция телекоммуникаций г. Серпухова. Коллективом под руководством В. М. Ванюшина была увеличена номерная ёмкость с 8 тысяч в 1981 г, до 54 тысяч на 2009 г.
- Козленков Павел Николаевич — с октября 1941 года по ноябрь 1943 года воевал на западном фронте, принял участие в битве под Москвой в должности политрука пулемётной роты 518 с.п. 2-й Московской дивизии. Принял участие в легендарном параде 7 ноября 1941 года в составе 129 стрелковой Орловской Краснознамённой дивизии. Получив тяжёлое ранение, Павел Николаевич находился в госпитале на лечении в течение года.
- Карзубова Татьяна Владимировна — является инициатором создания спортивного клуба «Равные возможности», членом координационного городского совета по делам инвалидов. Ведёт активный, здоровый образ жизни, занимается спортом и общественной деятельностью.
- Фокин Владимир Павлович — работает в хлебопекарной отрасли более 38 лет. Его высокий профессионализм, активная жизненная позиция в сфере управления и организации хлебопекарного производства способствовали созданию высокоавтоматизированного и высокоэффективного предприятия современного типа, занимающего в настоящее время третье место среди предприятий хлебопекарной отрасли в Московской области по выпуску хлебобулочной продукции.

## Города-побратимы[165]
- Форсса (Финляндия)[166]
- Ричмонд (США)
- Линдау (Германия)
- Бобиньи (Франция)
- Слуцк (Беларусь)
- Чадыр-Лунга (Молдова)
- Северодонецк (Украина)
- Чжаньцзян (Китай)
- Малоярославец (Россия)[167]
- Правец (Болгария)[168]
- Чешме (Турция)
- Алексин (Россия)
- Заславль (Беларусь)
- Враца (Болгария)
- Даниловград (Черногория)[169]
- Балтийск[170]
- Благовещенск

Также ведётся сотрудничество Серпухова со следующими городами:
- Верона (Италия)
- Якутск (Россия)
- Владивосток (Россия)
- Астана (Казахстан)
- Казань (Россия)

Города, с которыми ранее велось сотрудничество:
- Ивано-Франковск (Украина) — 8 февраля 2016 года городской голова инициировал расторжение соглашения о партнёрстве с Серпуховом[171].